# Impacto cultural de The Beatles
A banda de rock inglesa The Beatles, composta por John Lennon, Paul McCartney, George Harrison e Ringo Starr, é comumente considerada a banda mais importante e influente da história da música popular. Eles desencadearam o fenômeno "Beatlemania" em 1963, ganharam estrelato internacional em 1964 e permaneceram ativos até sua separação em 1970. Na segunda metade da década, eles eram frequentemente vistos como orquestradores dos desenvolvimentos da sociedade. Seu reconhecimento diz respeito ao seu efeito na juventude e na contracultura da época, à identidade britânica, à evolução da música popular em uma forma de arte e ao seu número sem precedentes de seguidores.
Muitos movimentos culturais da década de 1960 foram auxiliados ou inspirados pelos Beatles. Na Grã-Bretanha, sua ascensão à proeminência sinalizou as mudanças impulsionadas pelos jovens na sociedade do pós-guerra, com relação à mobilidade social, à influência comercial dos adolescentes e à informalidade. Eles lideraram a mudança do domínio global do rock and roll dos artistas americanos para os artistas britânicos (conhecido nos EUA como Invasão Britânica) e inspiraram jovens a seguir carreiras musicais. De 1964 a 1970, os Beatles tiveram o single mais vendido nos EUA uma vez a cada seis semanas e o álbum mais vendido nos EUA uma vez a cada três semanas. Em 1965, eles receberam o MBE, a primeira vez que tal honraria foi concedida a um grupo pop britânico. Um ano depois, Lennon comentou de forma polêmica que a banda era "mais popular que Jesus".
Os Beatles frequentemente incorporavam elementos clássicos, formas pop tradicionais e técnicas de gravação não convencionais de maneiras inovadoras, especialmente com os álbuns Rubber Soul (1965), Revolver (1966) e Sgt. Pepper's Lonely Hearts Club Band (1967). Muitos de seus avanços em produção, escrita e apresentação artística logo se espalharam. Outras mudanças culturais iniciadas pelo grupo incluem a elevação do álbum à forma dominante de consumo de discos em relação aos singles, um interesse mais amplo em drogas psicodélicas e espiritualidade oriental, além de diversas tendências da moda. Eles também foram pioneiros com suas capas de discos e videoclipes, bem como influenciaram estilos musicais como jangle, folk rock, power pop, psicodelia, art pop, rock progressivo, heavy metal e música eletrônica. No final da década, os Beatles eram vistos como a personificação dos movimentos socioculturais da época, exemplificados pelo sentimento de sua canção de 1967 "All You Need Is Love".
Na década de 1960, os Beatles eram o grupo pop jovem dominante nas paradas de vendas. Eles quebraram vários recordes de vendas e público, muitos dos quais eles mantêm ou mantiveram por décadas, e detêm um status canonizado sem precedentes para músicos populares. Suas canções estão entre as mais gravadas da história, com versões cover de "Yesterday" chegando a 1.600 em 1986.  Em 2009, eles foram a banda mais vendida da história, com vendas estimadas de mais de 600 milhões de registros em todo o mundo.   A revista Time incluiu os Beatles em sua lista das 100 pessoas mais importantes do século XX. 

## Escopo
Os Beatles foram formados em Liverpool em 1960. Composto por John Lennon, Paul McCartney, George Harrison e Ringo Starr, eles ganharam estrelato internacional em 1964 e permaneceram ativos até sua separação em 1970. Ao longo da sua carreira, eles expandiram noções coletivas sobre os limites da realização comercial e artística.  A Rolling Stone Encyclopedia of Rock & Roll (2001) definiu sua influência "incalculável" como abrangendo "toda a cultura ocidental". Os escritores afirmam que a discografia do grupo abriu caminho para “praticamente todos os experimentos de rock... Embora muitos de seus recordes de vendas e público tenham sido superados desde então, nenhum grupo transformou tão radicalmente o som e o significado do rock & roll."  Escrevendo para a AllMusic, o crítico Richie Unterberger reconhece os Beatles como "o maior e mais influente ato da era do rock" e um grupo que "introduziu mais inovações na música popular do que qualquer outra banda de rock do século XX".  Ele acrescenta:
eles estavam entre os poucos artistas de qualquer disciplina que eram simultaneamente os melhores no que faziam e os mais populares no que faziam. Incansavelmente imaginativos e experimentais, os Beatles agarraram-se à consciência de massa internacional em 1964 e nunca a abandonaram durante os seis anos seguintes, mantendo-se sempre à frente dos demais em termos de criatividade, mas nunca perdendo a capacidade de comunicar as suas ideias cada vez mais sofisticadas a uma massa.
Muitos ouvintes contemporâneos viam os Beatles como orquestradores dos desenvolvimentos da sociedade durante a segunda metade da década de 1960.  O musicólogo Allan F. Moore afirma que houve ocasiões em que "o público gravita em direção a um centro" da cultura da música pop, a mais proeminente das quais foi no início e meados da década de 1960, um período em que "parece que quase todos, independentemente da idade, classe ou origem cultural, ouviam os Beatles".  O crítico musical Greil Marcus descreveu o impacto dos Beatles como a segunda "explosão pop", após o surgimento de Elvis Presley na década de 1950, e definiu o termo como "uma explosão cultural irresistível que atravessa linhas de classe e raça e, mais crucialmente, divide a própria sociedade por idade".  Em tal fenômeno, ele continuou, "A superfície da vida cotidiana (andar, falar, vestir, simbolismo, heróis, assuntos familiares) é afetada com tanta força que mudanças profundas e substantivas ocorrem na maneira como um grande número de pessoas pensa e age".   De acordo com o autor e cineasta Hanif Kureishi, os Beatles são "o único grupo pop que você poderia remover da história e sugerir que culturalmente, sem eles, as coisas teriam sido significativamente diferentes". 
Os detratores do legado dos Beatles argumentam que a banda é superestimada e muitas vezes é creditada por inovações que outros artistas foram os primeiros a alcançar.  O historiador musical Bill Martin cita tais noções como parte da incapacidade da cultura moderna de "entendê-los completamente como uma força", e diz que embora o rock tenha sido definido por "síntese e transmutação" desde que começou, "o que havia de original nos Beatles é que eles sintetizaram e transmutaram mais ou menos tudo, eles fizeram isso de uma forma que refletia seu tempo, eles refletiram seu tempo de uma forma que falava com uma grande parte da humanidade, e eles fizeram tudo isso muito, muito bem."  Ian MacDonald afirma que a banda era formada por observadores atentos que descobriram tendências em sua infância e eram adeptos de espelhar as "mudanças sociais e psicológicas" da época. Ele disse que a ligação deles com a época era tal que os Beatles "fizeram muito mais libertação mental" do que Bob Dylan, por meio de suas maiores vendas de discos e "porque trabalhavam de maneiras mais simples e menos essencialmente céticas". 

## Registros de vendas e presença
Ao longo da década de 1960, os Beatles foram o grupo pop jovem dominante nas paradas de vendas.  "She Loves You", o segundo single número um da banda na parada Record Retailer (posteriormente adotada como UK Singles Chart),  se tornou o single mais vendido na história das paradas do Reino Unido, posição que manteve até 1978.  Os dois primeiros álbuns da banda, Please Please Me e With the Beatles, lideraram a parada de LPs ' Record Retailer, por um período combinado de 51 semanas consecutivas.  Começando com "From Me to You" em 1963, os Beatles tiveram uma sequência de quatro anos de onze singles consecutivos no topo das paradas na Record Retailer, terminando quando o single duplo A-side "Strawberry Fields Forever" / "Penny Lane" atingiu o pico na segunda posição. 

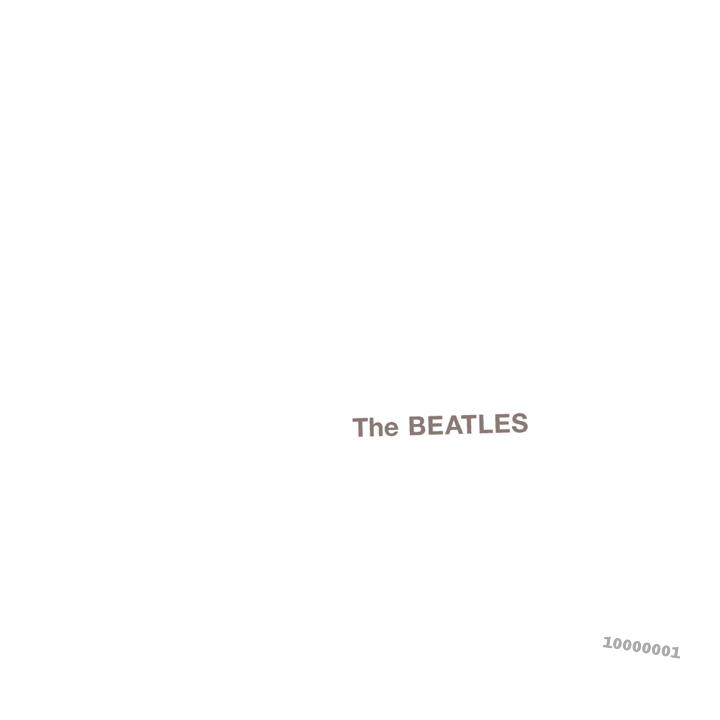
Capa de The Beatles (também conhecido como "Álbum Branco"). O LP duplo foi reconhecido pelo Guinness World Records como o álbum mais vendido de todos os tempos.

Em 4 de abril de 1964, os Beatles ocuparam as cinco primeiras posições das paradas dos EUA – com "Can't Buy Me Love", "Twist and Shout", "She Loves You", "I Want to Hold Your Hand" e "Please Please Me"  – bem como outras 11 posições na Billboard Hot 100.  Durante nove semanas consecutivas, eles mantiveram os dois primeiros lugares na parada Billboard Top LPs (posteriormente Billboard 200) com versões reconfiguradas de seus dois primeiros álbuns.  Até 2018, eles foram o único ato a ter preenchido o top cinco da Billboard Hot 100. [Nota 1] Eles também quebraram outros 11 recordes nas paradas de singles e álbuns da Billboard naquela época.  Seu domínio nas paradas era comum em países ao redor do mundo durante 1964.  Na Austrália, no final de março, as canções da banda ocuparam as seis primeiras posições das paradas;  durante uma semana, elas ocuparam nove posições no top dez do Canadá. 
Em 15 de agosto de 1965, os Beatles se tornaram o primeiro ato de entretenimento a encenar um concerto em um estádio esportivo  quando se apresentaram no Shea Stadium, na cidade de Nova York, diante de um público de 55.600 pessoas.  O evento bateu recordes de público e geração de receita, com arrecadação de US$ 304.000 (equivalente a US$ 2.94 milhões em 2023).  O recorde da banda de seis primeiros lugares consecutivos na Billboard Hot 100 de janeiro de 1965 a janeiro de 1966 - com as canções "I Feel Fine", "Eight Days a Week", "Ticket to Ride", "Help!", "Yesterday" e "We Can Work It Out" - permaneceu invicto até Whitney Houston alcançar o sétimo lugar em 1988. 
Sgt. Pepper's Lonely Hearts Club Band (1967) foi o álbum mais vendido da década de 1960 no Reino Unido e, em quatro ocasiões, eles tiveram o álbum mais vendido do ano lá.  Em 2019, com vendas certificadas de 5,1 milhões de cópias no Reino Unido, Sgt. Pepper é o terceiro álbum mais vendido de todos os tempos e o álbum de estúdio mais vendido.  O LP duplo de 1968 The Beatles (também conhecido como "Álbum Branco") tornou-se o álbum mais vendido da história;   A Capitol Records relatou pedidos antecipados de 2 milhões nos EUA, com muitas lojas vendendo todo o seu estoque em um dia. 
No Reino Unido, os Beatles são superados apenas por Presley em número de singles em primeiro lugar e semanas combinadas em primeiro lugar.  Em dezembro de 2018, os Beatles detinham o recorde de maior número de sucessos de Natal no primeiro lugar, com quatro, dos quais três foram alcançados em anos sucessivos entre 1963 e 1965.  Na lista dos mais vendidos do Reino Unido na década, os álbuns da banda ficaram no top dez, além das trilhas sonoras de The Sound of Music, South Pacific e West Side Story. Os Beatles ficaram com as três posições seguintes, o que significa que todos os seus dez álbuns número um no Reino Unido estavam entre os treze álbuns mais vendidos da década de 1960.  No caso das vendas nos EUA na década de 1960, os Beatles foram os artistas mais vendidos, à frente de Presley, tanto em singles quanto em álbuns.  Entre fevereiro de 1964 e julho de 1970, a banda manteve o single número um na Billboard Hot 100 por um total de 59 semanas e liderou a parada de LPs ' Billboard por 116 semanas. Por outras palavras, eles tinham o single mais vendido uma vez a cada seis semanas, e o álbum mais vendido uma vez a cada três semanas. 

## Avanço e papel no ressurgimento cultural da Grã-Bretanha

### Merseybeat e rock 'n' roll britânico

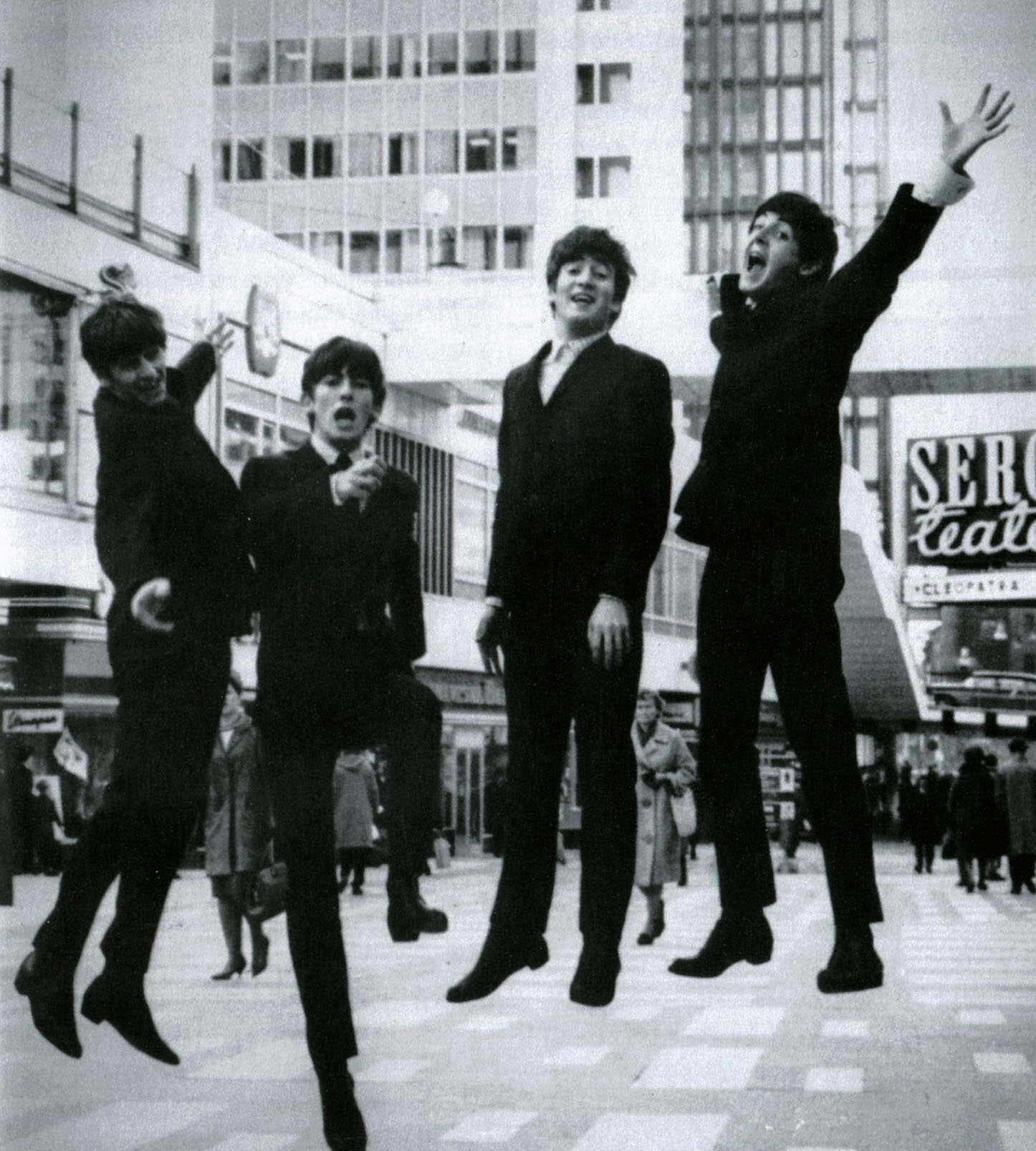
Os Beatles em Estocolmo, outubro de 1963. Devido à multidão de fãs gritando que compareceu à chegada da banda na Suécia, a imprensa local descreveu a cena como "A Batalha do Aeroporto de Estocolmo".

À medida que os Beatles ganharam popularidade em 1963, os termos "som Mersey" e "Merseybeat" foram aplicados a bandas e cantores de Liverpool, tornando-se a primeira vez na música pop britânica que um som e um local foram vinculados.  (O rio Mersey atravessa Liverpool.) A cidade tinha as vantagens culturais de ser o principal porto transatlântico do Reino Unido e de ter uma população etnicamente diversa; os músicos locais podiam ter acesso a discos de músicos americanos através dos Cunard Yanks que trabalhavam nas rotas de navegação. 
Como muitas bandas de Liverpool, os Beatles formaram seu som a partir do skiffle e de uma combinação de influências americanas, especialmente rhythm and blues e grupos femininos,  e aprimoraram sua atuação ao vivo por meio de temporadas de apresentações no distrito da luz vermelha de Hamburgo, na Alemanha Ocidental.   A música foi tocada com ênfase na batida e nas guitarras, em detrimento dos saxofones ou outros instrumentos comumente ouvidos nos discos americanos.   Sob pressão de locais de Liverpool, como o Cavern, seu empresário, Brian Epstein, convenceu os Beatles a trocar seu visual favorito de jaquetas e calças de couro pretas por ternos de palco mais apresentáveis.  A ascensão do grupo como líder da cena beat de Liverpool representou um afastamento da tradição da indústria musical do Reino Unido focada em Londres. 
Lançado em outubro de 1962, "Love Me Do", o single de estreia da banda como artistas da gravadora EMI, contrastava com o estilo polido dos sucessos contemporâneos do Reino Unido.   De acordo com o autor Peter Doggett, o sucessor de janeiro de 1963, "Please Please Me", representou "o verdadeiro nascimento do novo", pois, auxiliada pelos vocais apaixonados de Lennon, a canção era "mais impulsionada do que qualquer disco pop britânico anterior".  Como músicos e compositores, os Beatles estabeleceram a autenticidade e a informalidade da classe trabalhadora como aspectos-chave do rock 'n' roll britânico.  Doggett acrescenta que "Acima de tudo, os Beatles soavam como uma gangue: enérgicos, persuasivos e sexualmente potentes". 
A partir de 1963, de acordo com o historiador musical David Simonelli, os Beatles iniciaram a "era de ouro original" do rock 'n' roll britânico e reverteram uma tradição segundo a qual os artistas nacionais eram uma "pálida imitação" dos fornecedores americanos originais do estilo.  Durante o primeiro semestre daquele ano, a banda usurpou artistas americanos, incluindo Roy Orbison, para se tornarem os artistas principais em suas turnês conjuntas pelo Reino Unido, algo que nenhum outro artista britânico conseguiu em turnê com artistas dos EUA.  O seu sucesso inicial abriu caminho para que muitos outros grupos de Liverpool alcançassem sucesso nacional  e encorajou as quatro principais gravadoras do país, sediadas em Londres, a procurar talentos em outras áreas do norte da Inglaterra.  Como resultado, os Beatles e outros artistas britânicos dominaram as paradas em 1963 às custas dos artistas americanos. 

### Influência sociocultural
O tão copiado salto aéreo dos Beatles em sua capa do EP Twist and Shout era o epítome do antídoto Mersey Beat... Scouse era agora o dialeto mais romântico do país, e as maiores redes de lojas estocavam papel de parede dos Beatles, pulseiras dos Beatles de 22 quilates e pó compacto dos Fab Four.

– Alan Clayson
O surgimento dos Beatles coincidiu com o declínio do conservadorismo britânico.  Na descrição do autor e músico Bob Stanley, seu avanço doméstico representou "uma libertação final para os adolescentes da Grã-Bretanha" e, ao coincidir com o fim do Serviço Nacional, o grupo "efetivamente sinalizou o fim da Segunda Guerra Mundial na Grã-Bretanha".  Para os sociólogos, a banda tipificou novos desenvolvimentos na Grã-Bretanha do pós-guerra, como a mobilidade social, a influência comercial dos adolescentes e a informalidade na sociedade.  Em seu livro Generation X, de 1965, Charles Hamblett e Jane Deverson disseram que os Beatles forneceram à cultura jovem britânica uma influência unificadora e libertadora que se distanciou do modelo usual inspirado nos Estados Unidos e, junto com outros grupos de fora de Londres, fomentaram um senso de celebração da Inglaterra provinciana. Os autores comentaram que a resistência à influência social progressiva dos Beatles por parte de figuras do establishment se devia ao fato de a banda estar "acabando com o embrulho – e a rigidez – dos neovitorianos". 
O apelo da banda foi registrado entre os membros da família real quando os Beatles tocaram uma seleção atenuada de músicas no Royal Variety Performance em 4 de novembro de 1963.  O show foi assistido por uma audiência televisiva de 26 milhões, cerca de metade da população do Reino Unido,  e ajudou a estabelecer o grupo como um dos primeiros "espetáculos" da década de 1960.  Relutante em tocar em um evento tão formal, Lennon disse a Epstein que planejava sabotar a ocasião.  Em vez disso, ele encantou o público do teatro com seu comentário final: "Para o nosso último número ['Twist and Shout'], gostaria de pedir sua ajuda. As pessoas nos assentos mais baratos, batam palmas. E o resto de vocês, se vocês apenas chacoalhassem suas joias." 

### Significado político e atribuição de MBEs

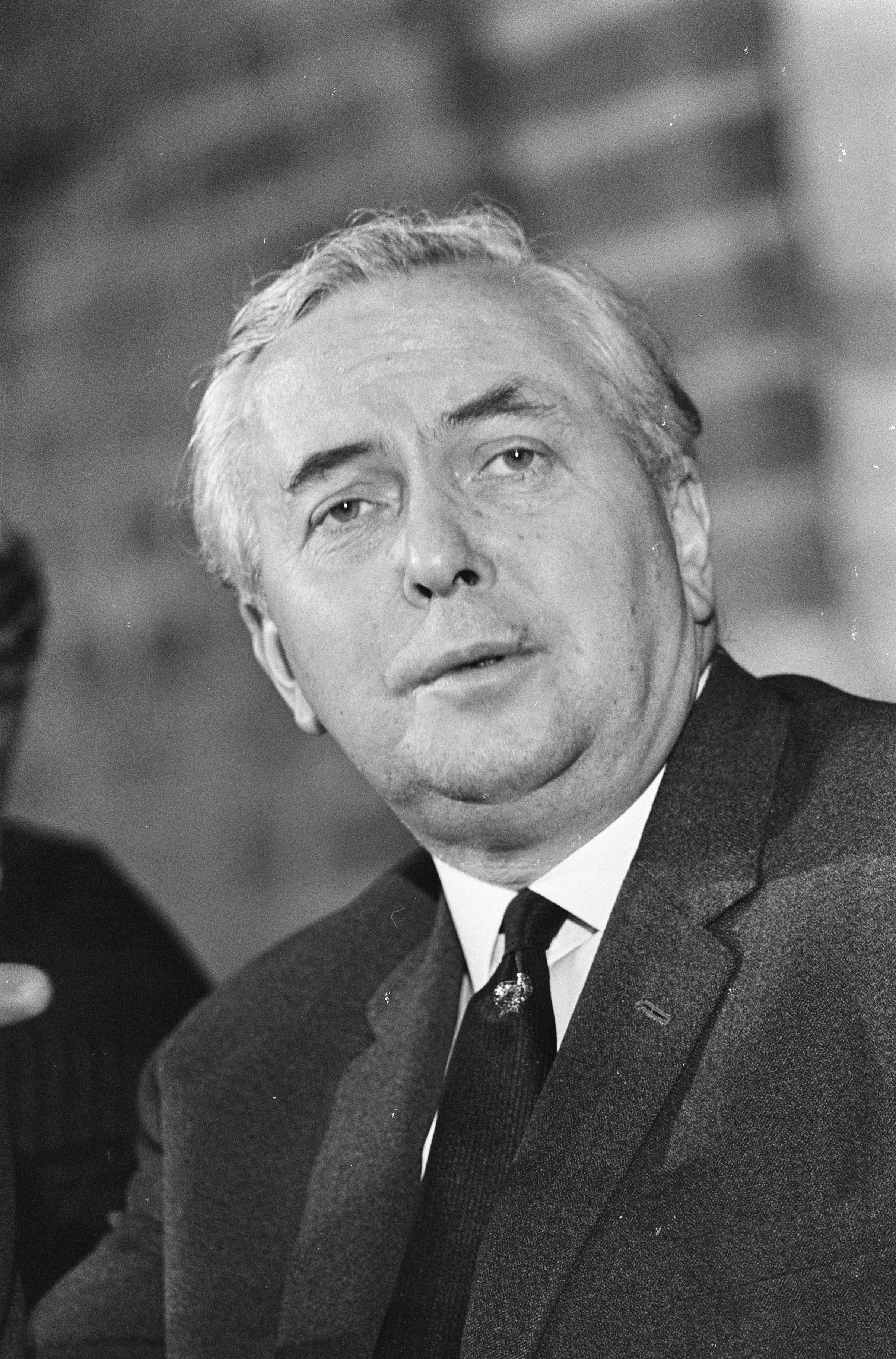
Harold Wilson, primeiro-ministro trabalhista da Grã-Bretanha de 1964 a 1970. Os especialistas viam-no como representante de uma mudança na ordem estabelecida e parte da mesma influência progressista que incluía os Beatles.

O sucesso internacional dos Beatles criou pela primeira vez um mercado de exportação para o pop britânico  e proporcionou uma bênção ao défice da balança de pagamentos do governo do Reino Unido.  Este desenvolvimento inesperado levou à aprovação dos políticos e a uma ânsia da parte deles em se associarem à banda.  Na preparação para as eleições gerais de 1964, os Beatles tornaram-se um alvo político para os dois principais partidos políticos; o New Statesman relatou que os candidatos conservadores foram instruídos a "mencionar os Beatles sempre que possível em seus discursos",  enquanto um desenho animado no Daily Express mostrou o primeiro-ministro conservador, Alec Douglas-Home, e o líder da oposição trabalhista, Harold Wilson, consultando os Beatles sobre o caso Profumo.  Durante a campanha eleitoral, ambos os partidos acusaram o outro de tentar usar a popularidade da banda para ganhos políticos. Em março de 1964, Wilson, que disputava a cadeira externa de Liverpool em Huyton, conseguiu uma oportunidade de foto com o grupo enquanto eles recebiam o prêmio "Personalidade do Ano do Show Business" do Variety Club. A associação permaneceu na mente do público, garantindo a Wilson o voto dos jovens e ajudando-o na sua vitória eleitoral.  [Nota 2]
O sucesso internacional dos Beatles também beneficiou as indústrias do turismo e da moda do país, e o entretenimento em geral.  No início de 1965, a Melody Maker iniciou uma campanha para que os Beatles fossem premiados com o MBE, uma iniciativa que Wilson apoiou e colocou em prática.  Quando a banda recebeu seus MBEs da Rainha Elizabeth II em outubro, foi um reconhecimento sem precedentes para músicos pop,  antecipando as honras (incluindo títulos de cavaleiro) que foram regularmente concedidas aos artistas do país nas décadas subsequentes.  O prêmio foi um reconhecimento à contribuição dos Beatles para a economia nacional  e refletiu o valor de sua popularidade para o governo trabalhista.  [Nota 3] O ministro do gabinete de Wilson, Tony Benn, que se opôs ao prémio, considerou que este era igualmente indicativo do desejo da família real de apelar às massas na nova era do igualitarismo e da meritocracia. 

### A liderança britânica na cultura internacional
No seu livro sobre a década de 1960, o historiador social Arthur Marwick identifica o sucesso dos Beatles nos EUA como o "único acontecimento crítico" que estabeleceu "a hegemonia da cultura popular britânica inspirada na juventude".  Com outros países sucumbindo à influência dos Beatles, de acordo com Simonelli, a banda "virtualmente redefiniu o que significava ser britânico", e a cultura britânica se tornou "a cultura mais emocionante do planeta" pela primeira vez desde o início da era industrial.  O aumento das receitas das exportações estendeu-se ao cinema e a outras actividades artísticas comerciais,  e ao reconhecimento de Londres como a "Swinging City" da cultura internacional. 
Com os Beatles tendo se mudado para Londres em 1963,  na descrição de Simonelli, eles serviram como o "mastro" no centro da influência cultural da cidade ao longo da década de 1960.  Marwick diz que eles representavam a imagem popular de um fenômeno no qual "até então faixas invisíveis da sociedade britânica se tornaram visíveis e assertivas" e seu single de 1966 "Paperback Writer" foi a música que melhor transmitiu "a nova maré desafiadora de classe do empreendedorismo individualista".  O poeta de Liverpool, Roger McGough, creditou aos Beatles o estabelecimento da "mitologia de Liverpool" por meio de suas canções de 1967 "Strawberry Fields Forever" e "Penny Lane", da mesma forma que as canções de rock 'n' roll americanas tradicionalmente faziam para as cidades e estradas dos EUA. 

## Beatlemania

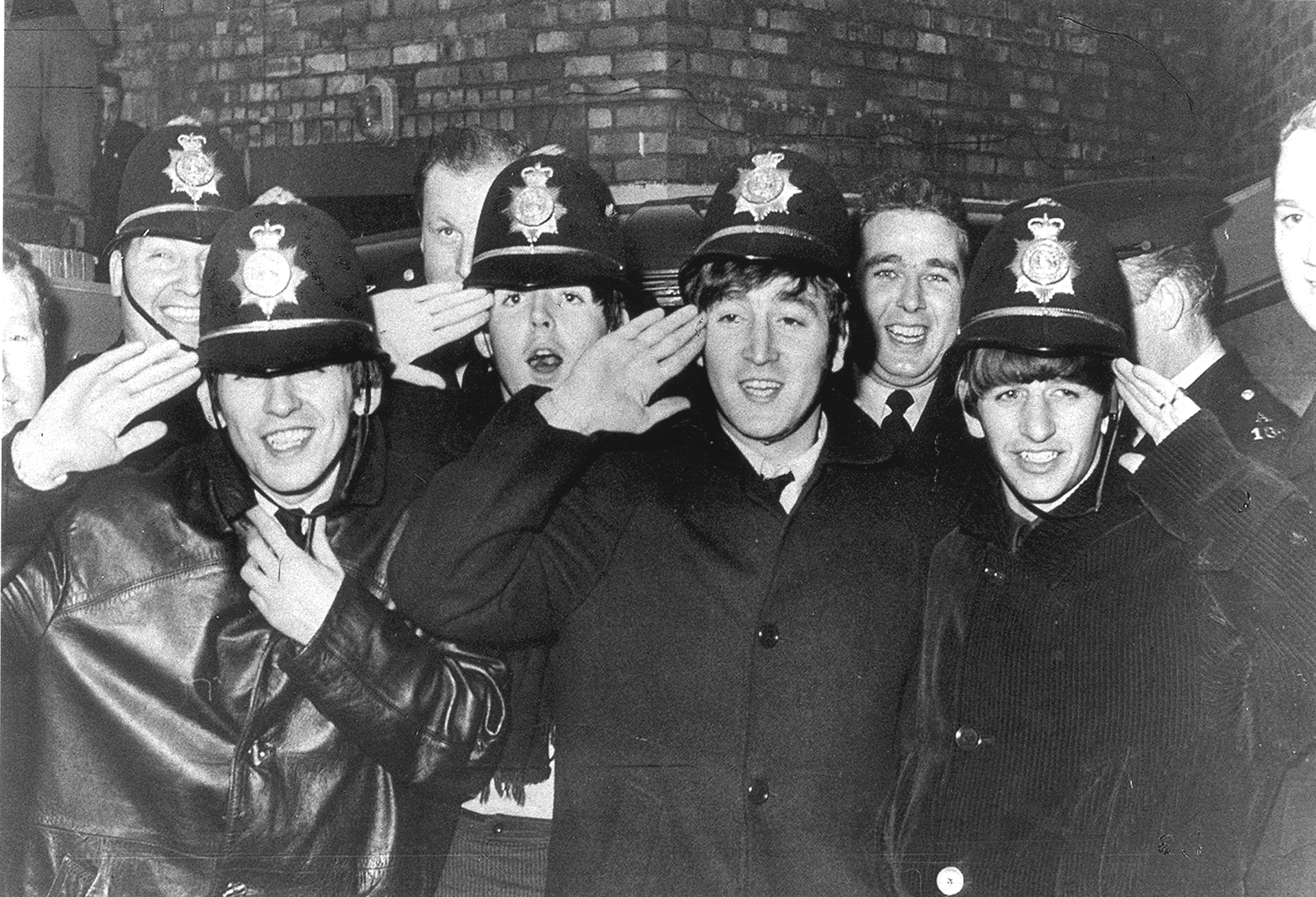
Os Beatles do lado de fora do Hipódromo de Birmingham, novembro de 1963. Como a multidão era tão grande, eles tiveram que ser escoltados para o local com a ajuda da polícia local.

No final de 1963, a imprensa britânica cunhou o termo "Beatlemania" para descrever o interesse fenomenal e cada vez mais histérico pelos Beatles.  A palavra foi amplamente usada pela primeira vez após a apresentação da banda em 13 de outubro no Sunday Night no London Palladium; em meio a relatos de cenas de multidão selvagem do lado de fora do local, e depois de 15 milhões de telespectadores assistiram à transmissão, a Grã-Bretanha foi considerada "nas garras da Beatlemania".  O refrão "yeah, yeah, yeah!" de "She Loves You" era um refrão característico do público europeu. Seus falsetes "ooh!" provocaram ainda mais delírio nos fãs quando acompanhados pelo balançar exagerado de seus cabelos de esfregão por McCartney e Harrison.  Depois de se tornar um fenômeno internacional em 1964, a Beatlemania superou em intensidade e alcançou todos os exemplos anteriores de adoração dos fãs, incluindo aqueles concedidos a Presley e Frank Sinatra . 
Demonstrações de mania se repetiam onde quer que a banda tocasse.  Quando o grupo fez uma digressão pela Austrália em Junho de 1964, a população concedeu à visita o estatuto de evento nacional.  Uma multidão de 300.000 pessoas – a maior reunião registrada de australianos em um só lugar – deu as boas-vindas aos Beatles em Adelaide.  Sid Bernstein, o promotor americano que organizou os shows da banda no Shea Stadium, disse que somente Adolf Hitler teve tanto poder sobre as massas. [Nota 4] Bernstein tinha a certeza de que o grupo "poderia influenciar uma eleição presidencial se quisesse".  Cerca de 4.000 fãs se reuniram do lado de fora do Palácio de Buckingham, no centro de Londres, quando os Beatles receberam seus MBEs da Rainha.  Enquanto a multidão gritava "Deus salve os Beatles"  e "Sim, sim, sim!", alguns fãs empurraram os policiais e escalaram os portões do palácio.  Referindo-se a este espectáculo, o jornalista Robert Sandall comentou mais tarde que "Nunca uma monarca reinante tinha sido tão completamente ofuscada por um grupo dos seus súbditos como foi Isabel II em [26 de Outubro de 1965]". 
Os Beatles ficaram entediados com todos os aspectos das turnês – incluindo os fãs se oferecendo sexualmente à banda e os gritos agudos que tornavam suas apresentações inaudíveis.  A Beatlemania continuou em menor escala depois que a banda se aposentou das turnês e depois que os membros se tornaram artistas solo.  Em seu livro Encyclopedia of Classic Rock, David Luhrssen e Michael Larson escrevem que, embora boy bands como One Direction tenham continuado a atrair públicos de garotas gritando, nenhum ato "levou a cultura pop adiante ou alcançou a amplitude e profundidade do fandom dos Beatles". 

## Avanço nos EUA e Invasão Britânica
A maioria dos americanos foi apresentada à música dos Beatles com o single "I Want to Hold Your Hand", acompanhado de "I Saw Her Standing There", que chegou ao topo das paradas dos EUA em 1º de fevereiro de 1964.  Ambas as músicas apresentavam um som de guitarra mais pesado que se destacou como um renascimento do espírito "rebelde" ausente dos novos artistas de rock and roll e como uma rejeição da variedade regular de noveltys, ídolos adolescentes, cantores folk e grupos femininos que ocuparam as paradas dos EUA nas semanas e meses anteriores.  MacDonald escreveu: "todos os artistas americanos, negros ou brancos, questionados sobre 'I Want to Hold Your Hand' disseram praticamente a mesma coisa: ela alterou tudo, inaugurando uma nova era e mudando suas vidas." 
Em 9 de fevereiro, os Beatles fizeram sua primeira apresentação ao vivo na televisão dos EUA no The Ed Sullivan Show, assistida por aproximadamente 73 milhões de espectadores em mais de 23 milhões de famílias,  ou 34 por cento da população dos EUA.  O serviço de classificação Nielsen informou que foi o maior número de audiência já registrado para um program de televisão americano .  O jornalista musical Neil McCormick, escrevendo em 2015, descreveu a estreia dos Beatles no programa como o "momento do big bang" da música pop,  enquanto Stanley o chama de "indiscutivelmente o evento cultural mais significativo do pós-guerra na América", acrescentando que "sua ascensão, sua escala e seu impacto na sociedade foram completamente sem precedentes".  Sua segunda aparição no The Ed Sullivan Show, em 16 de fevereiro, foi assistida por cerca de 70 milhões de espectadores. 

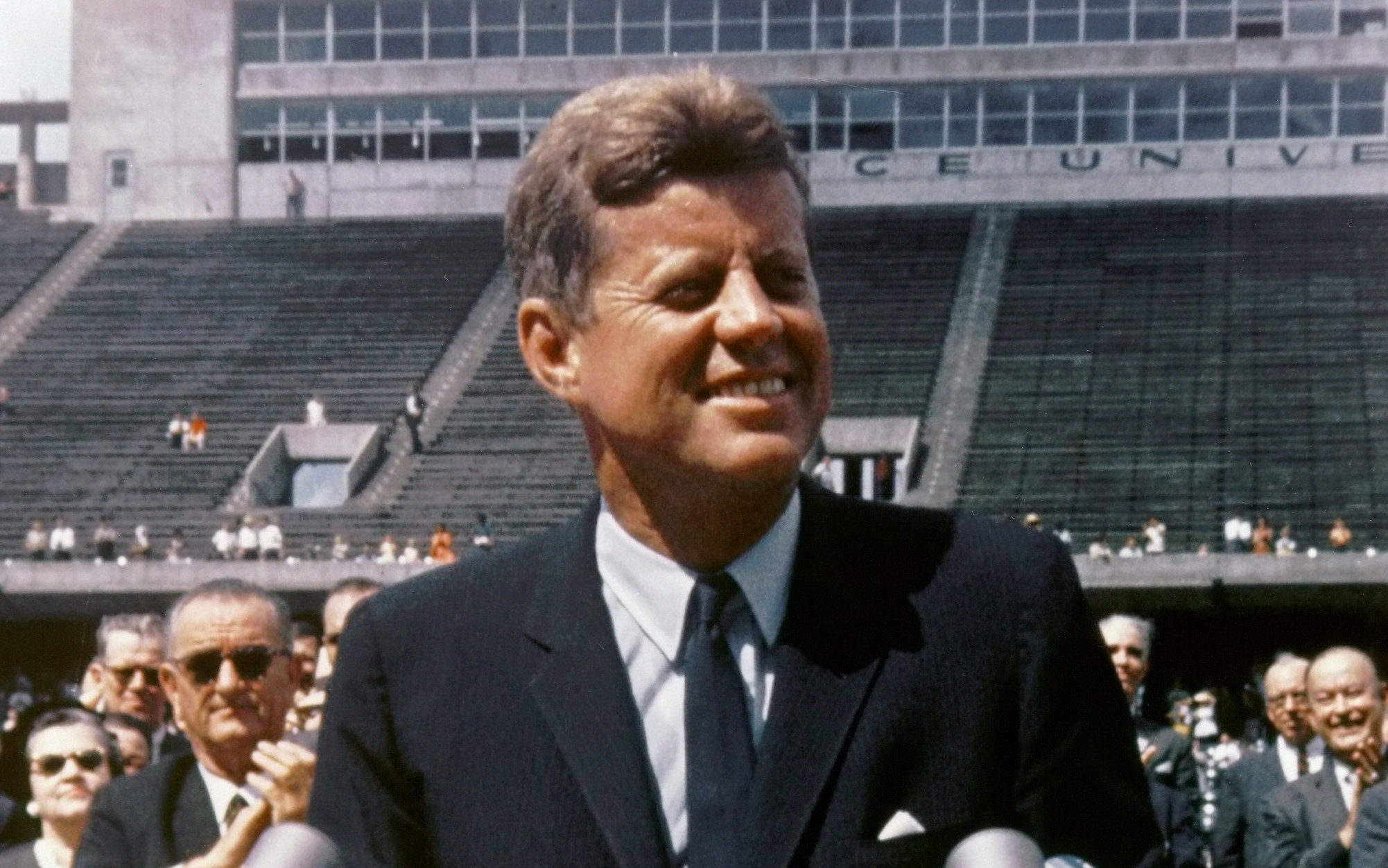
John F. Kennedy em setembro de 1962. O jornalista Christopher Booker descreveu Kennedy e os Beatles como as "figuras supremas dos sonhos" década de 1960.

Onze semanas antes da chegada dos Beatles aos EUA, o presidente John F. Kennedy foi assassinado, uma fonte de profundo luto nacional que os comentadores americanos da época associaram à aceitação dos Beatles e da sua música pelos jovens.  Para muitos americanos, especialmente os jovens da geração baby boomer, a visita dos Beatles reacendeu o sentimento de excitação e possibilidade que havia sido tirado do assassinato de Kennedy.     Um adolescente nova-iorquino no início de 1964, o autor Nicholas Schaffner escreveu mais tarde que a ligação com Kennedy era "um exagero, talvez", mas os Beatles "mais do que preencheram a lacuna de energia" deixada pelo fim do rock 'n' roll dos anos 1950 para um público acostumado à música "vazia" que o substituiu. 
Durante décadas, os EUA dominaram a cultura do entretenimento popular em grande parte do mundo, através dos filmes de Hollywood, do jazz e da música da Broadway e do Tin Pan Alley.  No início de 1964, a revista Life declarou: "Em [1776] a Inglaterra perdeu suas colônias americanas. Na semana passada, os Beatles as recuperaram."  Os Beatles posteriormente desencadearam a invasão britânica dos EUA  e se tornaram um fenômeno globalmente influente.  Relembrando a popularidade repentina dos Beatles, Brian Wilson, dos Beach Boys, sentiu que os Beatles tinham "eclipsado... todo o mundo da música".  Bob Dylan lembrou que, em abril de 1964, "uma linha definitiva estava sendo traçada. Isso era algo que nunca tinha acontecido antes... Eu sabia que eles estavam apontando a direção para onde a música deveria ir." 

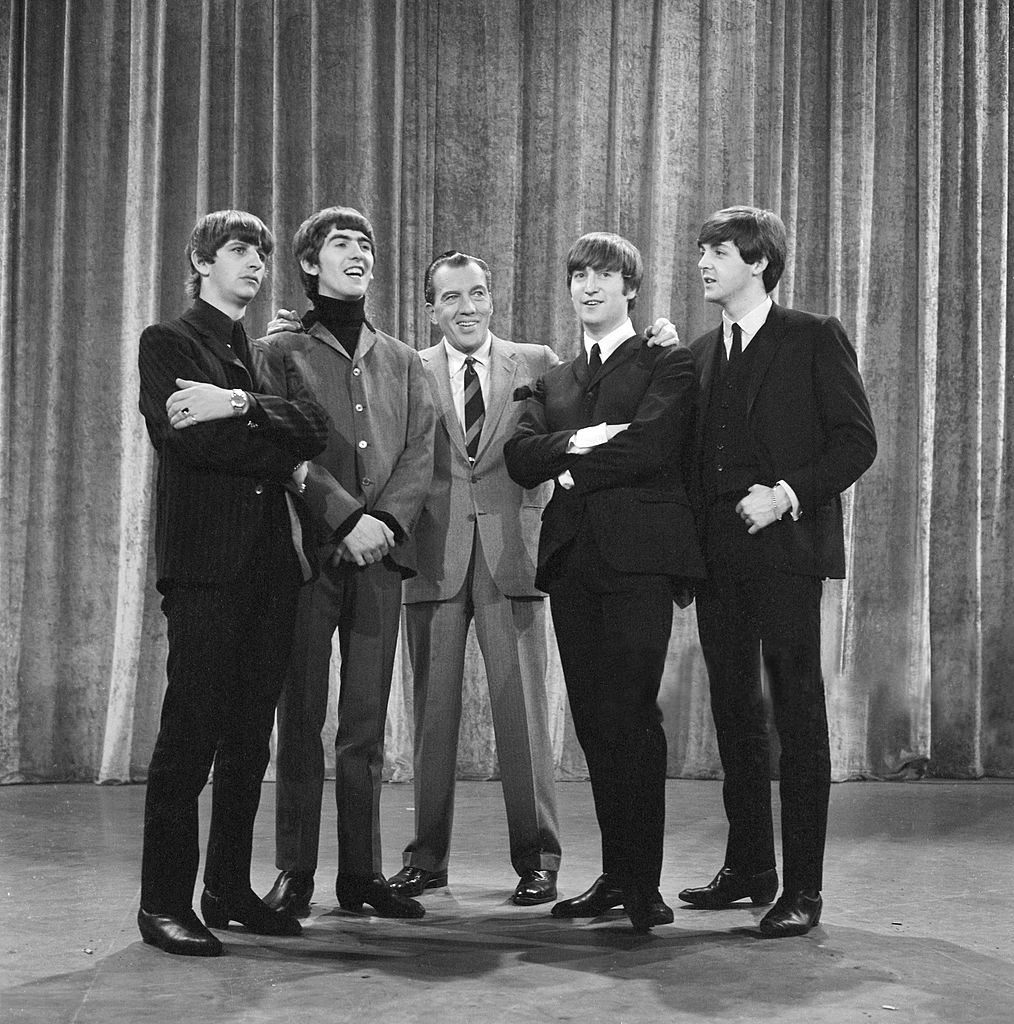
The Beatles com Ed Sullivan, fevereiro de 1964

O sucesso dos Beatles nos EUA estabeleceu a popularidade dos grupos britânicos e afetou o estilo musical das bandas americanas.  Ao fazê-lo, no entanto, os Beatles inadvertidamente causaram uma queda acentuada nas vendas de artistas negros e o declínio de muitos dos grupos femininos que eles admiravam.  Em meados de 1964, vários outros artistas do Reino Unido chegaram aos EUA, incluindo Dave Clark Five, Rolling Stones, Billy J. Kramer e Gerry & the Pacemakers.  Confirmando a invasão britânica do mercado pop dos EUA, um terço de todos os dez maiores sucessos naquele país em 1964 foram interpretados por artistas britânicos.  A profundidade do impacto dos Beatles nos EUA também se refletiu numa onda de adaptações fáceis de ouvir das suas canções, destinadas ao mercado adulto.  Essa tendência foi liderada pela Boston Pops Orchestra gravando "I Want to Hold Your Hand" e pela Hollyridge Strings fazendo um cover de "All My Loving", após o qual a última orquestra lançou o álbum de 1964 The Beatles Song Book. 
A extensão do impacto dos Beatles na música americana foi contestada em um estudo de 2015 conduzido pela Queen Mary University of London e pelo Imperial College London. Ao analisar mudanças nas progressões de acordes, batidas, letras e vocais, o estudo indicou que a música americana estava se afastando de sons suaves como doo-wop e adotando estilos de rock mais energéticos desde o início da década de 1960. O professor Armand Leroi, que liderou o estudo em nome do Imperial College, disse: "Eles não fizeram uma revolução ou desencadearam uma revolução, eles se juntaram a uma. A tendência já está surgindo e eles surfaram nessa onda, o que explica seu incrível sucesso."  O historiador dos Beatles, Mark Lewisohn, disse em resposta: "qualquer pessoa que fosse jovem nos EUA quando os Beatles chegaram... dirá que os Beatles revolucionaram tudo."  McCormick rejeitou o estudo como "sensacionalista".  [Nota 5]

## Personalidade e moda

### Atitude e sensibilidade
Na descrição dos editores da Rolling Stone, os Beatles “definiram e encarnaram o estilo dos anos 60: inteligente, idealista, brincalhão, irreverente, eclético”.  Eles ajudaram a popularizar os sotaques do norte da Inglaterra na rádio e na televisão britânicas, revertendo a preferência pelo inglês da BBC, e seu humor e irreverência se combinaram para zombar das convenções sociais.  O escritor Sean O'Hagan relembrou em 2016: "Tudo sobre eles – as roupas que usavam, a maneira como falavam, as canções que criavam com uma naturalidade que parecia quase alquímica – sugeriram novas formas de ser. Mais do que qualquer um dos seus contemporâneos, eles desafiaram as convenções cansadas que definiam a Grã-Bretanha insular e limitada por classes do início dos anos 60."  De acordo com o autor Jonathan Gould, ao transmitir "Juventude, estilo, despretensão e indiferença", sua imagem inicial desafiou o estereótipo amplamente difundido de britanismo, e através de sua apresentação como Liverpoolianos, "os Beatles personificaram uma versão iconoclasta de seu caráter nacional que provou ser tão atraente para a juventude da América do Norte, Europa, Austrália e partes da Ásia quanto para seus fãs britânicos." 

Em seu livro Revolution in the Head, MacDonald descreve os membros da banda como "perfeitos McLuhanitas" que "sentiam seu caminho pela vida". Ele diz sobre o impacto inicial do grupo:
Ao contrário das estrelas pop anteriores - programadas para recitar seus itinerários futuros e cores favoritas - os Beatles responderam à imprensa com improvisações jocosas provocadas por tudo o que estava acontecendo no presente imediato ... Antes deles, as bandas pop eram habilmente apresentadas como solistas. ou unidades bem treinadas, cada uma com seu líder claramente identificado. Com sua estranha semelhança de clone e todos conversando ao mesmo tempo, os Beatles introduziram no léxico cultural vários temas-chave dos anos 60 de uma só vez: "massa", informalidade da "classe trabalhadora", alegre ceticismo nas ruas e - o mais desafiador ao status quo - uma simultaneidade que subverteu as convenções de precedência em todos os sentidos.
Lou Christie lembrou que o surgimento dos Beatles sublinhou a seriedade da cena musical dos EUA, dizendo: "Nós éramos, em muitos aspectos, apenas esses garotos brancos patetas. Não podíamos ser vistos com um cigarro nas mãos... [Os Beatles] eram mais agressivos, eram engraçados e articulados. No minuto em que chegaram à América, eles literalmente pararam tudo o que estava acontecendo antes." 

### Comprimento do cabelo e roupas

Os "moptops" dos Beatles em 1964

O surgimento dos Beatles coincidiu com uma nova consideração sobre o conceito de beleza masculina e sua elevação em importância ao lado da atratividade feminina. Segundo Marwick, a presença do grupo e de Kennedy forneceu “os dois grandes pontos de referência a este respeito”.  Os Beatles foram apelidados de "moptops" por alguns tablóides britânicos em referência ao seu corte de cabelo,  um penteado de comprimento médio que era amplamente ridicularizado pelos adultos.  Foi invulgarmente longo para a época e tornou-se um emblema de rebelião para a crescente cultura jovem. 
Em seu livro de 1986 , Re-making Love: The Feminization of Sex, as autoras Barbara Ehrenreich, Elizabeth Hess e Gloria Jacobs disseram que os cortes de cabelo dos Beatles sinalizavam androginia e, portanto, apresentavam uma versão menos ameaçadora da sexualidade masculina para as adolescentes, enquanto seus ternos apresentáveis significavam que eles pareciam menos "desprezíveis" do que Presley para os brancos de classe média.  O historiador russo Mikhail Safonov escreveu em 2003 que na União Soviética da era Brejnev, imitar o penteado dos Beatles era visto como altamente rebelde. Os jovens eram chamados de “cabeludos” pelos mais velhos e eram presos e forçados a cortar o cabelo nas esquadras de polícia.  Como resultado dos Beatles, o visual tradicional masculino americano de cortes à escovinha ou cabelo penteado para trás foi substituído por uma preferência por cabelos longos. 
Os estilos de roupa foram influenciados de forma semelhante, primeiro pelos ternos Pierre Cardin da banda e pelas botas Beatle de salto cubano, e mais tarde pelas modas mod da Carnaby Street que eles usavam.  Junto com os Rolling Stones, Dylan e The Who, os Beatles inspiraram milhares de jovens a usar designs com temas de pop art .  No final da década de 1960, a adoção pela banda de jaquetas Nehru e outras roupas de estilo indiano teve grande influência na moda ocidental.  Em sua entrevista "Lennon Remembers" de 1970, Lennon reclamou: "Quando chegamos aqui [nos EUA], vocês estavam todos andando por aí com shorts bermudas, cortes de cabelo estilo Boston e coisas nos dentes.... As garotas pareciam cavalos dos anos 1940. Não havia nenhuma concepção de vestimenta ou qualquer coisa desse jazz."  Escrevendo em 2002, o jornalista musical David Fricke disse que Lennon estava "certo" em sua avaliação fulminante da juventude americana, acrescentando que os americanos estavam "psicologicamente presos na calma superficial do pão branco dos anos 1950" e "prontos para um ataque surpresa". 
O nome chinês dos Beatles é 披头士 (Simplificado) ou 披頭士 (Tradicional), Pītóushì em mandarim padrão moderno. O Shanghai Daily afirmou que os caracteres escolhidos para o nome chinês refletem os penteados dos músicos, com os dois primeiros caracteres se referindo a cabelos rebeldes; o primeiro caractere sozinho se refere a colocar algo sobre os ombros, algo feito com cabelo. 

### Imagem e caricaturas
Como tantas vezes foi apontado em meados da década de 1960, a soma dos Beatles era maior que as partes, mas as partes eram tão distintas e atraentes que o próprio grupo poderia ser tudo para todas as pessoas, mais ou menos; não era preciso amar todos eles para amar o grupo, mas não se poderia amar um sem amar o grupo, e foi por isso que os Beatles se tornaram maiores que Elvis; isso foi o que nunca tinha acontecido antes.

 – Crítico musical Greil Marcus
Os Beatles diferiam de atos musicais anteriores em sua apresentação como um grupo em que cada uma das personalidades individuais era vista como indispensável ao todo, e cada membro atraía devoção fanática.  De acordo com o comentarista cultural Steven D. Stark, a falta de um líder designado alinhava-se com uma abordagem mais tipicamente feminina à colaboração, um aspecto que aumentou a sua ressonância entre o público feminino e posteriormente influenciou a autopercepção dos homens e as visões culturais sobre a masculinidade.  A intensidade do apelo dos Beatles como artistas ao vivo era tal que muitas vezes eram apresentados a pessoas com deficiência física, na suposição de que a banda tinha poderes de cura.  Quando a banda assumiu uma imagem mística no final da década de 1960, os fãs os identificaram cada vez mais como os quatro elementos, em que cada membro apresentava uma contribuição complementar e essencial ao todo alquímico. 
Em 1964, os Beatles estrelaram o filme A Hard Day's Night como versões fictícias de si mesmos, o que criou uma impressão duradoura de suas personalidades individuais. Lennon ficou conhecido como "o inteligente", McCartney "o fofo", Harrison "o quieto" e Starr "o sortudo".  A personalidade de Starr como o baterista afável e autodepreciativo da banda provou ser especialmente popular entre os fãs e a imprensa nos EUA.  Em 1964, quando a cobertura dos Beatles igualou a da corrida presidencial Johnson-Goldwater, Starr foi alvo de adesivos de para-choque proclamando "Ringo para Presidente",  bem como de várias canções de tributo. 

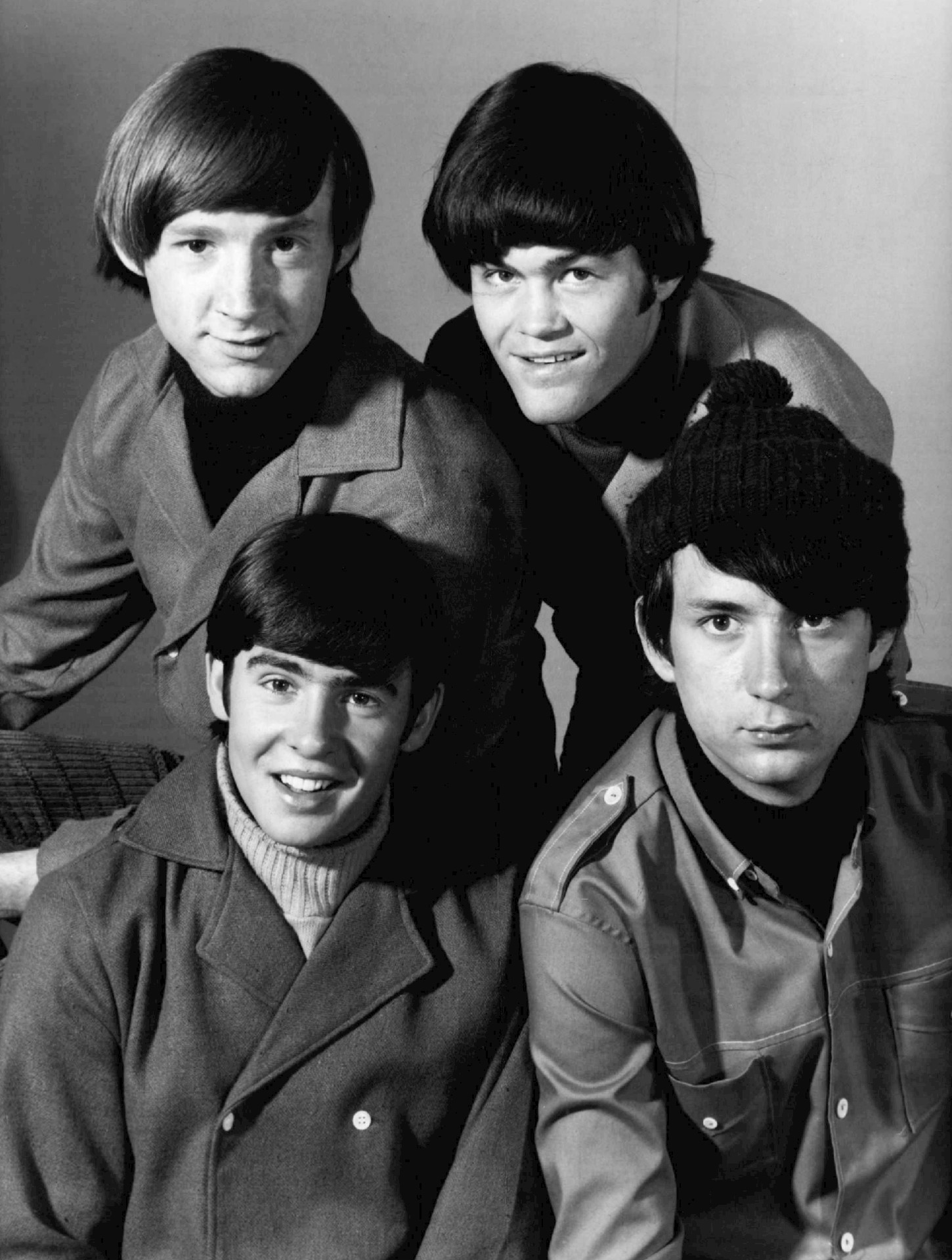
Em 1966, em resposta ao amadurecimento dos Beatles além do seu apelo adolescente inicial, The Monkees foram criados como um grupo de televisão e gravação à imagem deles.

As caracterizações de Hard Day's Night foram adotadas novamente para a série de desenhos animados infantis The Beatles,  que foi feita pela King Features  e transmitida semanalmente pela ABC nos EUA de setembro de 1965 a abril de 1969.  Foi a primeira série animada de TV a retratar pessoas vivas e apresentou os Beatles (dublados por atores) tendo aventuras enquanto viajavam pelo mundo.  A série foi um grande sucesso,  embora seu foco na era pré-1967 tenha garantido que o público fosse apresentado a uma imagem cada vez mais desatualizada da banda.  [Nota 6]
No final de 1966, altura em que a maturidade artística dos Beatles deixou muitos ouvintes mais jovens a ansiar pela sua imagem inocente e "mop-top", The Monkees foram reunidos por dois executivos de televisão de Hollywood como uma banda de quatro elementos nos moldes dos Beatles.   Um sucesso comercial imediato, o programa de televisão homônimo dos Monkees evocou as personalidades dos Beatles dos filmes de Dick Lester, A Hard Day's Night e Help!, com os personagens dos Monkees individuais desenvolvidos para refletir os dos Beatles.  Na opinião de Marwick, a criação dos Monkees representou “o sinal mais notável da influência britânica direta” na cultura pop americana durante a década de 1960.  Nessa época, os Beatles deixaram crescer o bigode, um visual que desafiava as convenções pop ao sugerir maturidade e arte em detrimento da juventude.  Sua aparência foi fonte de confusão para alguns de seus jovens fãs.   Um escritor do Daily Mail queixou-se de que, depois de emergirem como "heróis de uma revolução social" em 1963 e "os rapazes com quem todos se podiam identificar", os Beatles tinham-se tornado austeros e exclusivos.  
Os produtores do filme de animação da Disney de 1967, Mogli: O Menino Lobo, esperavam incluir os Beatles em uma cena com quatro abutres com penteados estilo mop top cantando "That's What Friends Are For". Depois que a banda se recusou a participar, a cena foi dublada por atores que adotaram sotaques de Liverpool e a música recebeu um arranjo de quarteto de barbearia. 

### Merchandise
Junto com papéis de parede e joias com temas dos Beatles, as "perucas dos Beatles" eram populares e amplamente disponíveis nas lojas do Reino Unido a partir de 1963.  Nos EUA, sua mercadoria era extensa e comercializada pela Seltaeb, uma subsidiária local de uma empresa de propriedade da NEMS Enterprises de Epstein.  Entre o que Schaffner estimou serem "várias centenas" de itens autorizados por Seltaeb estavam brinquedos, roupas, artigos de papelaria, despertadores, fronhas, produtos de banho, junk food e lancheiras, enquanto as perucas dos Beatles "se tornaram a novidade mais vendida desde os ioiôs".  Só a goma de mascar da marca Beatles rendeu milhões de dólares nos EUA.  As botas dos Beatles também foram sancionadas como mercadoria oficial pela NEMS. 
De acordo com Doggett, embora a imagem de Presley tenha sido explorada de forma semelhante, "o ataque de artefatos efêmeros direcionados aos fãs dos Beatles entre 1963 e 1969 ofuscou todas as campanhas anteriores".  A exploração comercial estendeu-se a discos de novidades como The Chipmunks Sing the Beatles Hits e uma versão inicial de um disco de karaokê dos Beatles.  Os Beatles da King Features levaram a uma gama de produtos em estilo de desenho animado e marketing por empresas como a Nestlé, com seus doces "Beatles' Yeah Yeah Yeah" e o sabonete Lux.  Uma grande campanha de merchandising acompanhou o lançamento do filme de animação da banda de 1968, Yellow Submarine, contendo produtos que capturavam seu visual psicodélico. 

## Crescimento de músicos, cenas e bandas de rock
Segundo Gould, os Beatles serviram como o "arquétipo" de uma banda de rock, em contraste com os grupos vocais e de harmonia com os quais os ouvintes estavam mais familiarizados em 1964.  Nos EUA, milhares de bandas tentaram imitar os Beatles, algumas adotando nomes que soavam ingleses para capitalizar a invasão britânica.  Embora o país já tivesse uma vibrante cena de garage rock,  o movimento surgiu após a primeira aparição dos Beatles no The Ed Sullivan Show .    O comentador Bill Dean escreve que os números exatos são impossíveis de determinar, mas “as evidências anedóticas sugerem milhares – se não centenas de milhares ou até mais – jovens músicos de todo o país” responderam formando bandas.  Isto por vezes causava desgosto aos seus pais e a outros adultos.    
Tom Petty, que se juntou aos Sundowners em Gainesville, Flórida, depois de assistir à estreia dos Beatles na televisão dos EUA,  relembrou: "Algumas semanas depois disso, você poderia dirigir por literalmente qualquer bairro de Gainesville e ouviria os acordes de bandas de garagem tocando... Quero dizer, em todos os lugares. E eu diria que um ano depois, Gainesville provavelmente tinha 50 bandas."  The Byrds e Creedence Clearwater Revival estão entre os grupos americanos que supostamente se formaram como resultado do show.  Acompanhando esse fenômeno, os músicos geralmente abandonavam o corte de cabelo curto e deixavam o cabelo crescer.  Joe Walsh, Nancy Wilson e Billy Joel também creditaram o show como o ímpeto para eles seguirem carreiras musicais. 

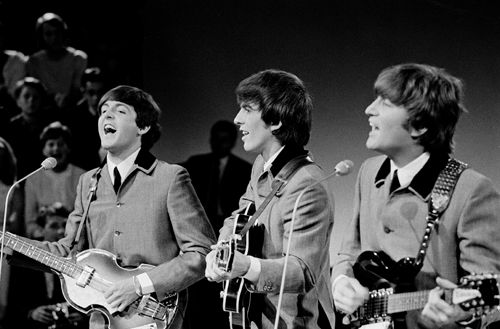
Os Beatles se apresentando na televisão holandesa durante a turnê mundial de 1964

A proliferação de novos grupos foi evidente em muitos outros países.  Na Espanha, Los Estudiantes e Los Brincos seguiram o modelo dos Beatles, assim como a banda uruguaia Los Shakers,  que foi um dos muitos grupos ao redor do mundo que se formaram como resultado de A Hard Day's Night.  Após os shows dos Beatles na turnê mundial de 1964, novas bandas surgiram na Austrália, Nova Zelândia e Hong Kong, enquanto alguns artistas existentes, como os Bee Gees, mudaram instantaneamente seu estilo para combinar com o dos Beatles. 
O Daily Express relatou em 1965 que uma banda conhecida como Candid Lads havia começado na União Soviética, com um som e aparência idênticos aos dos Beatles.  As bandas locais eram forçadas a tocar em segredo devido à proibição do rock pelas autoridades comunistas, e os discos dos Beatles tinham que ser contrabandeados para o país, embora, ao contrário da concepção popular, não fosse impossível ouvir sua música.   O músico russo Sasha Lipnitsky recordou mais tarde: “Os Beatles trouxeram-nos a ideia de democracia... Para muitos de nós, foi o primeiro buraco na Cortina de Ferro."  No Japão, os Beatles influenciaram o que foi apelidado de era "Group Sounds ", antes da qual as bandas japonesas eram principalmente imitações de artistas como Presley e Pat Boone.  De acordo com o executivo da indústria musical Aki Tanaka, os shows dos Beatles em Tóquio em 1966 inspiraram "o nascimento de uma verdadeira cena musical rock japonesa", na qual artistas locais escreveram seu material em vez de apenas fazer covers de canções de rock ocidentais. 

## Arte e reconhecimento da música popular

### Composição

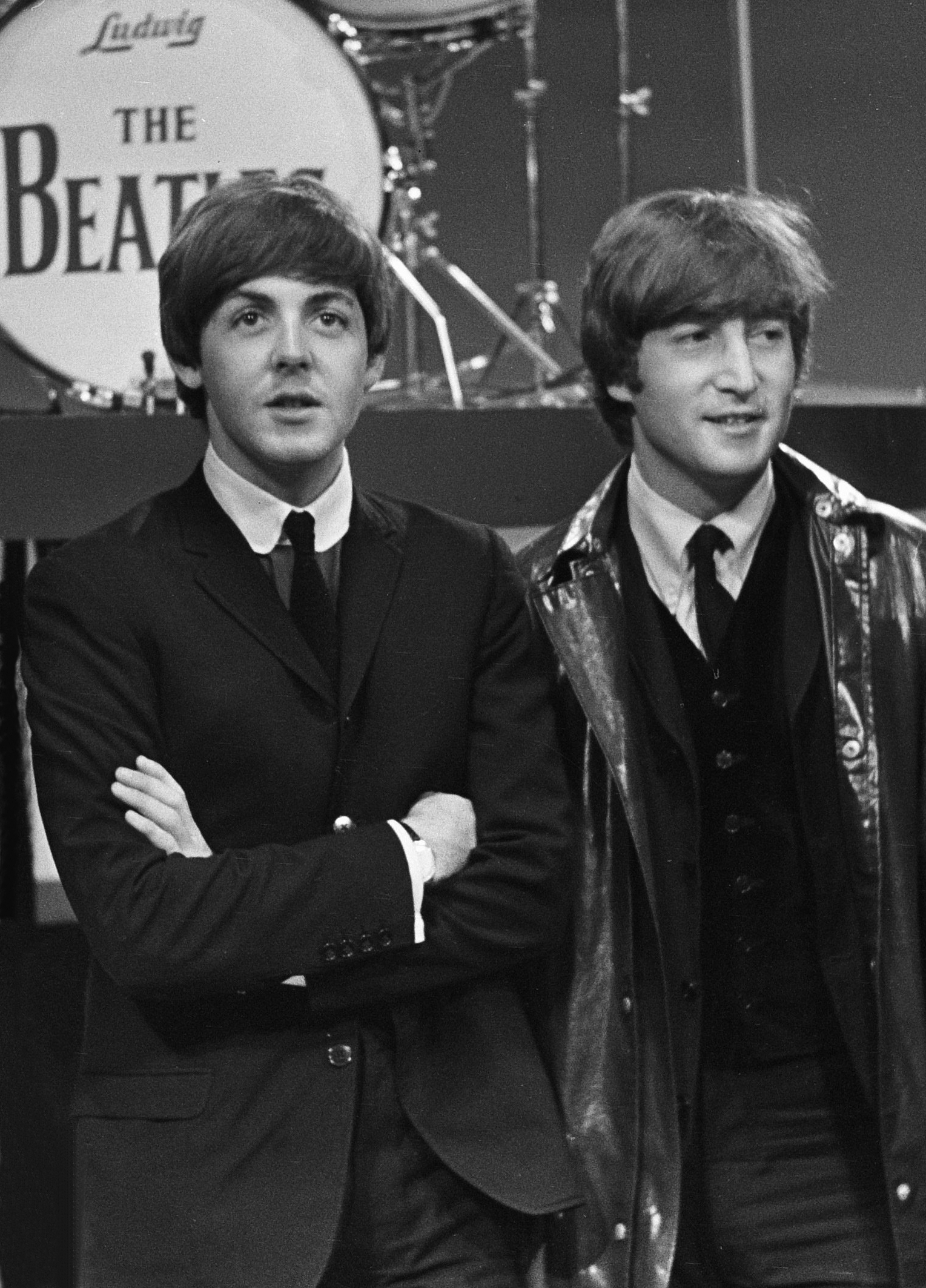
Paul McCartney e John Lennon, os principais compositores dos Beatles

Com o sucesso inicial dos Beatles, a parceria Lennon-McCartney revolucionou a composição de canções na Grã-Bretanha ao usurpar a tradição da Denmark Street de compositores internos.  Nos EUA, eles também inspiraram mudanças na indústria musical, assim como os compositores da Invasão Britânica que influenciaram, ao combinar os papéis de escritor e intérprete.  Esta tendência ameaçou os escritores do Brill Building e outros compositores profissionais que dominavam a indústria musical americana.   [Nota 7] De acordo com os editores da Rolling Stone, os Beatles "inauguraram assim a era das bandas independentes e do pop centralizado para sempre".  Lennon e McCartney também forneceram canções de sucesso para vários outros artistas até 1966, incluindo Cilla Black, Billy J. Kramer, Fourmost e Rolling Stones,  e abriram oportunidades nos EUA que antes não estavam disponíveis para compositores britânicos não atuantes, como Tony Hatch.  A colaboração direta entre Lennon e McCartney foi limitada a partir de 1964, mas suas canções continuaram a ser creditadas à parceria. 
De 1963 a 1967, os Beatles romperam cada vez mais com as convenções estabelecidas do rock e do pop.  Aumentando sua sofisticação como compositores estava a aplicação de mistura modal, paletas de acordes mais amplas e forma estendida . Uma das marcas registradas do período experimental dos Beatles é o uso do acorde subtônico achatado (♭ VII).  Embora já fosse um elemento básico do rock 'n' roll, os Beatles desenvolveram e popularizaram ainda mais a função do acorde na música popular.  Outra é a subversão do formato AABA padrão do pop.  Poucos artistas de electric beat escreveram canções com seções de ponte até o sucesso do grupo, após o qual a prática se tornou onipresente. 
MacDonald descreve a crescente articulação e ambição de Lennon e McCartney de 1962 a 1967 como "bastante vertiginosa" e diz que, com a colaboração de Harrison e Starr no estúdio de gravação, eles "lideraram uma revolução no próprio ethos da composição que consistia em ver a música como parte de algo maior: o disco".  Luhrssen e Larson descrevem a composição da dupla como "mais melodicamente e harmonicamente imprevisível do que a de seus pares", e dizem que o som dos Beatles "atingiu muitos ouvidos como ultrajante, especialmente os saltos de falsete em canções como 'She Loves You', que podem ter sido inspiradas por Little Richard, mas soaram sem precedentes". 
"A Hard Day's Night", escrita principalmente por Lennon, começa com um acorde sonoro mais comumente identificado como G7sus4. As especificidades de sua construção harmônica são frequentemente examinadas, com muitos escritores oferecendo diferentes interpretações do acorde.  Em 2001, a Rolling Stone referiu-se ao acorde "Hard Day's Night" como o mais famoso da história do rock.  Outro acorde descrito como um dos "mais famosos" da história é o Mi maior sustentado ouvido no final de "A Day in the Life" do Sgt. Pepper. 
Principalmente por meio da composição de melodias de McCartney, os Beatles criaram muitas canções que se tornaram as mais amplamente gravadas de todos os tempos, incluindo "And I Love Her", "Yesterday", "Michelle", "Eleanor Rigby", "Here, There and Everywhere", "The Fool on the Hill", "Hey Jude", "Blackbird",   "Let It Be" e "The Long and Winding Road".  De acordo com Doggett, essas canções escritas principalmente por McCartney forneceram relevância contemporânea para "orquestras leves e cantores" na categoria de fácil audição, persuadiram os adultos de que os gostos musicais da nova geração tinham mérito e "garantiram que Lennon e McCartney se tornariam os compositores mais bem pagos da história".  As composições de Harrison ampliaram ainda mais o alcance dos Beatles,  embora seu nível de contribuição permanecesse limitado pelo domínio de Lennon e McCartney ao longo da carreira da banda.  Sua canção "Something" também foi amplamente tocada e recebeu raros elogios de Sinatra, que a descreveu como "a maior canção de amor dos últimos cinquenta anos". 

### Concorrência
Antes de meados da década de 1960, a competição entre artistas populares era normalmente medida pela popularidade e vendas de discos, com rivalidades artísticas geralmente ocorrendo apenas entre músicos de jazz ou clássicos. Comparando seu efeito na música popular dos anos 1960 com o de Charlie Chaplin na produção cinematográfica dos anos 1920, Gould credita a crescente ambição dos Beatles de "escrever músicas melhores" com a inspiração de "intensas rivalidades criativas" entre eles e outros artistas que "sentiram a necessidade de validar seu sucesso experimentando composições e gravações de maneiras que pareceriam inimagináveis apenas alguns anos antes".  O autor Robert Rodriguez escreve que "os Beatles, Dylan e os Rolling Stones são vistos há muito tempo como a Santíssima Trindade do rock dos anos 1960, de quem todo desenvolvimento e inovação importantes fluíram".  O autor Carys Wyn Jones afirma que a "competição, interação e influência" entre esses artistas (mais os Beach Boys) se tornaram "centrais para as histórias do rock".  The Byrds também tiveram grande importância, a ponto de serem amplamente celebrados como a resposta americana aos Beatles.  [Nota 8]

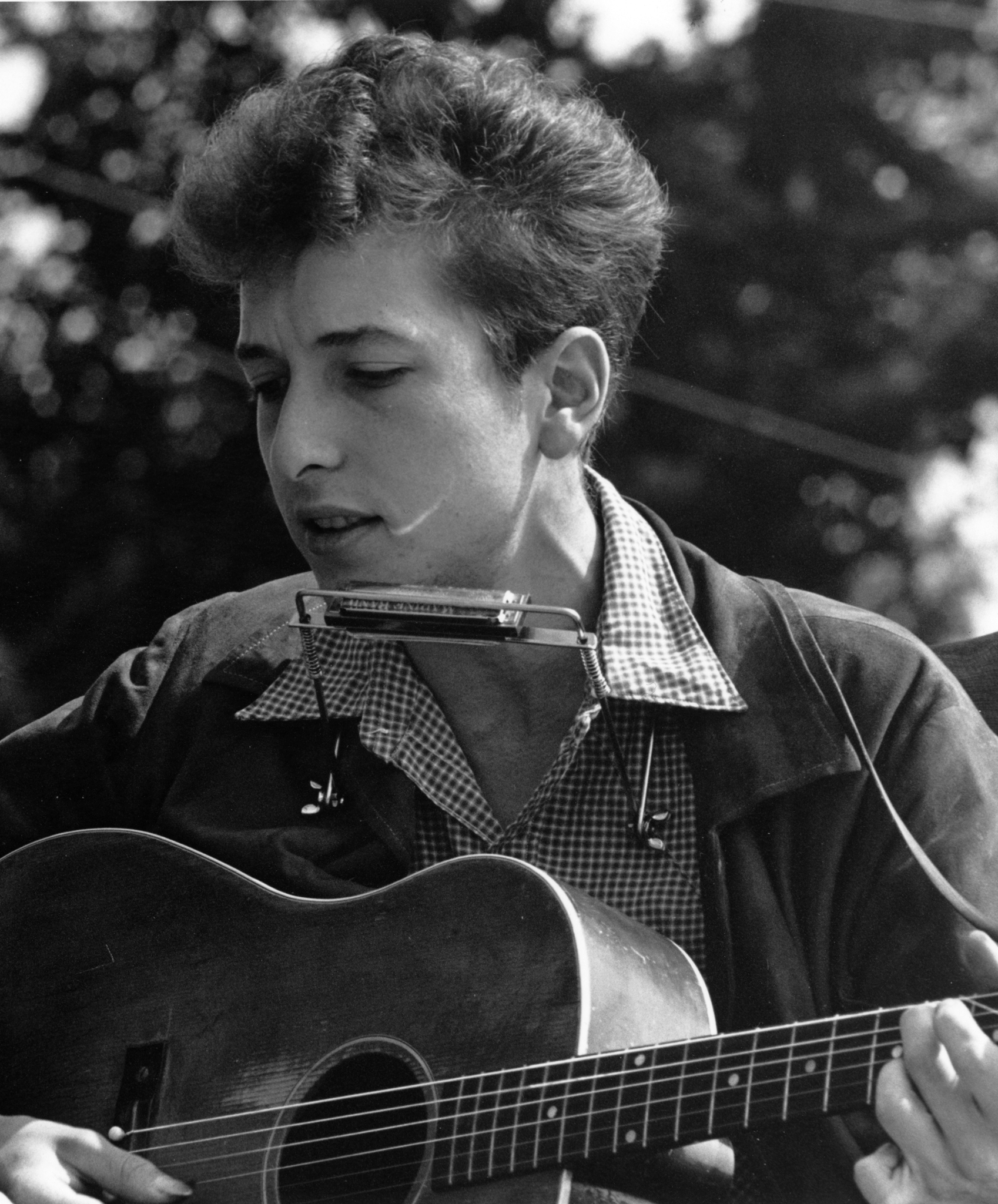
Bob Dylan, 1963

Bob Dylan e os Rolling Stones eram símbolos da revolta juvenil incipiente contra a autoridade institucional, algo que não foi imediatamente reconhecível dentro dos Beatles até 1966.  As personas iniciais dos Beatles contrastavam com a imagem de "bad boy" dos Rolling Stones, e assim a imprensa musical criou uma rivalidade entre os dois grupos.  [Nota 9] A partir de 1964, os Beatles e Dylan participaram de um diálogo mútuo e de uma troca de ideias.  O noivado deles é referido por Chris Smith, autor de 101 Albums That Changed Popular Music, como o "fenômeno único que definiu o tom da música popular dos anos 1960 e o futuro da música na América". 
Em agosto de 1964, no Delmonico Hotel, em Nova York, os Beatles conheceram Dylan pessoalmente e foram apresentados à cannabis. Muitos comentadores referiram-se a este encontro como um ponto de viragem cultural.  Gould explica que, antes disso, as respectivas bases de fãs dos músicos eram "percebidas como habitando dois mundos subculturais separados": o público de Dylan de "jovens universitários com inclinações artísticas ou intelectuais, um idealismo político e social nascente e um estilo levemente boêmio" contrastava com seus fãs, "verdadeiros 'adolescentes' - crianças no ensino médio ou fundamental cujas vidas estavam totalmente envolvidas na cultura popular comercializada da televisão, rádio, discos pop, revistas de fãs e moda adolescente. Eles eram vistos como idólatras, não idealistas."  Ele escreve que dentro de um ano do primeiro encontro dos Beatles com Dylan, "as distinções entre o público folk e rock teriam quase evaporado", à medida que a base de fãs dos Beatles começou a crescer em sofisticação e o público de Dylan se envolveu novamente com as preocupações adolescentes apresentadas na "cultura pop recém-energizada e autônoma".  [Nota 10]
Em julho de 1966, Dylan sofreu um acidente de moto e passou um período em convalescença, e principalmente para McCartney, Brian Wilson dos Beach Boys posteriormente assumiu seu lugar como principal rival artístico dos Beatles.  As duas bandas se inspiraram e se esforçaram para superar uma à outra com sua arte e técnicas de gravação,   mas os Beach Boys não conseguiram manter o ritmo de suas carreiras depois de 1967.  Segundo Jones, a interação entre as duas bandas durante a era Pet Sounds continua sendo um dos episódios mais notáveis da história do rock.  [Nota 11]

### Legitimação cultural da música pop
Na Grã-Bretanha, os jornalistas musicais começaram a incluir a música pop e o rock em discussões sérias como consequência direta do sucesso dos Beatles em 1964.  O pop ganhou sua primeira exposição na seção de artes de um dos jornais de grande circulação do país quando William Mann, crítico de música clássica do The Times, escreveu uma apreciação dos Beatles em dezembro de 1963.  Nos Estados Unidos, os Beatles foram os principais beneficiários de uma nova apreciação generalizada do pop e do rock entre jornalistas e intelectuais entre 1966 e 1967,   coincidindo com o surgimento de uma imprensa dedicada ao rock e uma cobertura séria do gênero no mainstream cultural.   O crítico musical Tim Riley identifica os Beatles como os "primeiros artistas de gravação" da música pop, cujo conjunto de obras representa "uma arte muito complexa".  Luhrssen e Larson dizem que os Beatles "[tornaram] obrigatório que bandas de rock sérias aspirassem a ser artistas, não apenas animadoras". 
Com A Hard Day's Night em julho de 1964, a banda se tornou o primeiro ato pop desde Buddy Holly a lançar um álbum composto inteiramente de composições originais.  O longa-metragem que o acompanha tornou os Beatles queridos pelos intelectuais na Grã-Bretanha.  A posição artística de Lennon foi promovida pelo sucesso crítico e comercial de seu livro de prosa In His Own Write e sua sequência de 1965, A Spaniard in the Works.  Agora homenageados pela sociedade londrina, Lennon e McCartney encontraram inspiração em uma rede de escritores, poetas, comediantes, cineastas e outros indivíduos não convencionais relacionados às artes. Segundo Doggett, o seu meio social em 1964 representava um “novo território para o pop” e um desafio à delimitação de classes britânica, uma vez que os Beatles introduziram uma sensibilidade de “classe média artística” à música pop.  Os álbuns Beatles for Sale e Help! (lançados em dezembro de 1964 e agosto de 1965, respectivamente) cada um marcou uma progressão no desenvolvimento da banda, em termos de conteúdo lírico e sofisticação de gravação.  Com Help!, os Beatles se tornaram o primeiro grupo de rock a ser indicado ao Grammy de Álbum do Ano. 
A gravação de Rubber Soul ocorreu durante um período de quatro semanas, ininterrupto por turnês, filmagens ou compromissos de rádio,  tornando sua criação altamente incomum para a época.  Na época do lançamento do álbum em dezembro de 1965, de acordo com o autor Michael Frontani, cada novo disco dos Beatles foi recebido como "uma expansão dos parâmetros da música popular, e a imagem [do grupo] refletia e promovia noções da arte e importância dos Beatles".  Simonelli descreve Rubber Soul como "o primeiro esforço sério de um grupo de rock and roll para produzir um LP como uma declaração artística",  enquanto o autor Christopher Bray o considera "o primeiro disco pop de longa duração a realmente merecer o termo 'álbum'" e o LP que "transformou a música pop em arte erudita".  O padrão de suas composições totalmente originais também foi responsável por uma mudança generalizada de foco de singles para a criação de álbuns sem as faixas de preenchimento usuais.  
Os Beatles incorporaram influências da contracultura inglesa (ou underground de Londres) mais prontamente do que qualquer um de seus rivais pop.  Liderado pela absorção de McCartney na cena artística de Londres e pelo interesse no trabalho de Stockhausen e Bach, isso resultou no que o musicólogo Walter Everett chama de uma "revolução na capacidade expressiva da música rock mainstream".  O álbum Revolver da banda, de agosto de 1966, foi visto como vanguarda  e, na descrição de MacDonald, "iniciou uma segunda revolução pop ... galvanizando os seus rivais existentes e inspirando muitos novos".  De acordo com o historiador musical Simon Philo, o Revolver anunciou a chegada do "underground London" ao pop, suplantando o som associado ao Swinging London. 
Lançado em maio de 1967, Sgt. Pepper's Lonely Hearts Club Band é descrito por Doggett como "o maior acontecimento pop" ocorrido entre a estreia dos Beatles na televisão americana em fevereiro de 1964 e o assassinato de Lennon em dezembro de 1980.  O álbum foi um grande sucesso comercial e de crítica;  através do nível de atenção que recebeu da imprensa de rock e de publicações culturalmente mais elitistas, Sgt. Pepper alcançou a legitimação cultural completa para a música pop e o reconhecimento do meio como uma forma de arte genuína.   Sua vitória na categoria Álbum do Ano no Grammy Awards de 1968 marcou a primeira vez que um LP de rock recebeu esse prêmio.  De acordo com o autor Doyle Greene, o álbum forneceu "um locus crucial na reunião de música popular e música de vanguarda/experimental – e cultura popular e modernismo".  Chris Smith destaca Sgt. Pepper como uma das escolhas mais "óbvias" para inclusão em 101 Álbuns que Mudaram a Música Popular, devido ao seu sucesso comercial contínuo, à riqueza de obras imitativas que inspirou e ao seu reconhecimento contínuo como "um momento decisivo na história da música". 
Os Beatles representavam uma coleção diversificada de estilos musicais que um crítico comparou à história da música ocidental,  e seu lançamento em novembro de 1968 foi visto como um grande evento cultural.  O álbum não conseguiu inspirar o nível de escrita criativa que Sgt. Pepper introduziu na crítica de rock,  já que os críticos não conseguiram localizá-lo dentro do cânone dos Beatles.  O crítico musical John Harris escreveu sobre o Álbum Branco: "foram essas 30 canções que abriram decisivamente o caminho para os músicos estenderem seus horizontes além do formato LP padrão." 

## Movimentos sociais

### Consciência geracional
Os anos 60 assistiram a uma revolução... em toda uma forma de pensar. Os Beatles fizeram parte da revolução, que é realmente uma evolução e continua. Estávamos todos neste navio – um navio que ia descobrir o Novo Mundo. E os Beatles estavam no ninho do corvo.

– John Lennon, 1974
A partir de 1963, os Beatles proporcionaram uma das primeiras oportunidades para as adolescentes do sexo feminino exibirem poder aquisitivo e expressarem publicamente o desejo sexual, enquanto a imagem do grupo sugeria um desrespeito pelas opiniões dos adultos e pelas ideias de moralidade dos pais.  Simonelli escreve sobre o surgimento dos Beatles e seu impacto na juventude dos anos 1960: "Os jovens britânicos experimentaram música, arte, política, moralidade sexual, moda e coisas do gênero, e o resto do mundo ocidental observou, absorveu as mudanças e contribuiu para o processo."  O impacto sociocultural da banda nos EUA começou com sua visita em fevereiro de 1964, que serviu como um momento-chave no desenvolvimento da consciência geracional.   Escrevendo no mesmo mês, o sociólogo americano David Riesman disse que o sucesso dos Beatles era "uma forma de protesto contra o mundo adulto";  mais tarde, em 1964, a The New York Times Magazine descreveu a Beatlemania como uma "religião da cultura adolescente" que era indicativa de como a juventude americana agora olhava para sua própria faixa etária em busca de valores sociais e modelos.  Segundo o historiador Michael James Roberts, embora suas primeiras canções evitassem tais questões, a banda representava "a mudança cultural e a postura de oposição da cultura jovem contra o establishment". 
A popularidade do grupo cresceu posteriormente até se tornar o que foi visto como uma personificação dos movimentos socioculturais da década,  e sua maturação artística refletiu os desenvolvimentos sociais da época.  Eles eram amplamente vistos como líderes da cultura jovem e esse sentimento foi ecoado pela grande imprensa.  Suas canções de 1966 "Paperback Writer", "Rain", "Taxman" e "Eleanor Rigby" forneceram comentários sociais,  com a letra de "Rain" tornando explícita a delimitação entre os socialmente conscientes e aqueles que não eram.  Em contraste, Sgt. Pepper alcançou um apelo intergeracional;  em "She's Leaving Home", McCartney e Lennon cantaram sobre uma adolescente fugitiva da vida real, mas deram uma perspectiva incomumente simpática sobre o sentimento de perda dos pais. 
Segundo Stark, a unidade social transmitida pelos Beatles desde o início da sua carreira inspirou a estrutura do pensamento coletivista que distinguiu a década de 1960 e o surgimento do movimento de contracultura .  Ele vê o seu sentido de humor inglês como um traço definidor da contracultura e uma inspiração para os activistas Yippie Abbie Hoffman e Jerry Rubin.  Gould escreve de forma semelhante que, desde a chegada da banda aos EUA, os adolescentes estavam cientes da "dimensão social" implícita na camaradagem do grupo, nas roupas e nos cabelos combinando e na forma como tocavam.  Na opinião de Gould, como ícones da contracultura dos anos 1960, a banda se tornou um catalisador para a boemia e o ativismo em várias arenas sociais e políticas, alimentando movimentos como a libertação das mulheres, a libertação gay e o ambientalismo.  [Nota 12]
De acordo com a documentarista Leslie Woodhead, uma ex-espiã da Guerra Fria, a música dos Beatles ajudou a persuadir os jovens russos a desafiar a ideologia comunista e a iniciar o processo que levou à queda do comunismo em toda a Europa Oriental.  Ele disse que a extensão da influência da banda se tornou aparente na década de 1990, quando músicos de rock locais lhe disseram que "os Beatles não eram apenas colossais do Muro de Berlim a Vladivostok, mas que eles desempenharam um papel realmente significativo em ajudar a acabar com o totalitarismo".... Eles libertaram uma certa energia espiritual, de modo que duas gerações de crianças soviéticas simplesmente desistiram de construir o socialismo e começaram a perceber que o inimigo da Guerra Fria, em vez de ser uma ameaça, fazia música maravilhosa."  Muitos jovens russos aprenderam a falar inglês através das letras dos Beatles,  e as canções da banda ajudaram a espalhar a língua inglesa por toda a Europa  e pelo resto do mundo. 

### Direitos civis e apoio aos músicos afro-americanos
Marwick escreve que, embora os cantores folk americanos Dylan e Joan Baez fossem mais identificáveis com as questões dos direitos civis, nas canções dos Beatles, "era um caso de música e letras construindo juntas - mudando constantemente - estados de espírito que nunca falharam, ao que parecia, em evocar respostas em grande número de ouvintes da época".  Roberts destaca a importância de seu avanço nos EUA ter ocorrido no mesmo ano em que a Lei dos Direitos Civis foi aprovada, e também que seu primeiro LP nos EUA, Introducing... The Beatles, foi lançado pela gravadora de propriedade afro-americana Vee-Jay Records. Através da preponderância de versões cover de gravações de artistas negros de R&B no álbum, continua Roberts, os Beatles introduziram esta música a um novo público de americanos brancos e ajudaram a "relegitimar" um aspecto da história musical afro-americana. 
Durante a turnê dos Beatles pelos Estados Unidos em agosto-setembro de 1964, o grupo se manifestou contra a segregação racial no país na época, especialmente no Sul. Quando informados de que o local do concerto de 11 de setembro, o Gator Bowl em Jacksonville, Flórida, era segregado, os Beatles disseram que se recusariam a se apresentar a menos que o público fosse integrado.  As autoridades da cidade cederam e concordaram em permitir um espetáculo integrado.   Embora o grupo tenha realizado a sua conferência de imprensa antes do concerto,  eles cancelaram as suas reservas no Hotel George Washington, em Jacksonville, apenas para brancos.  De acordo com o jornalista musical Bill DeMain, a posição dos Beatles "deu à música pop uma nova consciência social"; o cantor americano Brian Hyland relembrou o episódio: "Eles foram realmente o primeiro grupo a ter o poder de fazer isso. Eles usaram essa plataforma muito bem... Foi preciso muita coragem."  Durante a turnê, a banda expressou repetidamente sua admiração por Little Richard, Chuck Berry e Fats Domino, e particularmente por artistas de soul como Miracles, Marvin Gaye e Chuck Jackson. O líder do Miracles, Smokey Robinson, disse que era especialmente grato pela defesa da música da Motown pelos Beatles e pela escolha de fazer covers de artistas da Motown. Ele acrescentou que eles "foram os primeiros artistas brancos a admitir que cresceram e se aperfeiçoaram com a música negra. Adorei o fato de eles terem feito isso, de terem sido honestos". 
Os Beatles posteriormente convidaram Mary Wells para ser sua banda de apoio em uma turnê pelo Reino Unido   e em 1965 providenciaram para que Esther Phillips fizesse suas primeiras apresentações fora dos Estados Unidos.  Segundo Lewisohn, documentos revelam que para suas turnês de 1965 e 1966, os Beatles incluíram cláusulas em contratos estipulando que os shows seriam integrados.  Em 1966, McCartney disse que eles evitaram se apresentar na África do Sul "ou em qualquer lugar onde os negros seriam separados", acrescentando: "Não foi por uma questão de boazinhas; nós apenas pensamos: 'Por que vocês deveriam separar os negros dos brancos?'"  [Nota 13] De acordo com Moore, os Beatles e as bandas da Invasão Britânica que os seguiram para os EUA iniciaram o processo pelo qual os americanos "gradualmente encontraram e aceitaram o retorno de sua herança negra". 

### Oposição dos conservadores

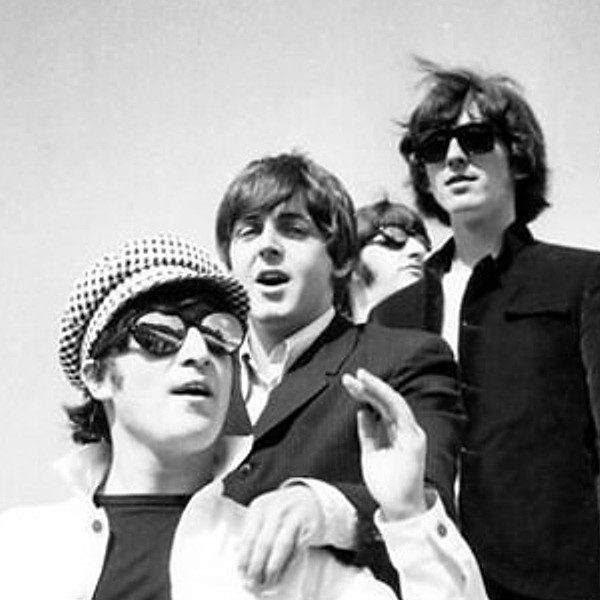
Os Beatles chegando para shows em Madri, julho de 1965

Os Beatles foram amplamente condenados pelos elementos conservadores da sociedade, tal como Presley e outros símbolos do rock and roll tinham sido durante a década de 1950.  Israel se recusou a deixar a banda se apresentar lá no início de 1964, temendo "ataques de histeria em massa" infligidos à juventude do país. Em Agosto de 1965, o governo indonésio queimou os registos do grupo para “preservar a identidade nacional no campo da cultura”, como parte das celebrações do vigésimo aniversário da independência do país.  Na Alemanha Oriental, os Beatles foram responsabilizados por uma "crise cultural" que viu artistas e intelectuais pressionarem por mais clemência do estado; em abril de 1966, no entanto, o governo apoiou os Beatles e, em vez disso, visou os Rolling Stones. 
O Departamento do Trabalho dos EUA tentou proibir os Beatles de se apresentarem no país, motivado pelo conservadorismo cultural e após lobby da Federação Americana de Músicos.  O governo tentou proibir todos os atos britânicos em 1965, mas as oportunidades financeiras apresentadas pelos Beatles garantiram que sua segunda turnê norte-americana acontecesse.  A partir desse ano, líderes cristãos de direita como Bob Larson e David Noebel condenaram veementemente a influência dos Beatles nos EUA.  Como porta-voz da Cruzada Cristã anticomunista,  Noebel denunciou o grupo como "quatro beatniks anti-Cristo de cabeça de esfregão",  e publicou panfletos alertando que eles estavam destruindo a moral da juventude americana para facilitar uma tomada comunista orquestrada de Moscou.  [Nota 14] Em contrapartida, o Pravda, o jornal oficial do Partido Comunista da União Soviética, disse que os Beatles representavam "uma conspiração das classes dominantes para distrair... jovens da política e da reflexão amarga sobre esperanças desonradas e destruídas". 
No Reino Unido, as críticas diminuíram bastante com o sucesso internacional da banda, já que os comentaristas reconheceram o valor dos Beatles para a economia.  No entanto, alguns tradicionalistas ficaram indignados com a atribuição de MBE ao grupo,   e os Beatles, tal como a música rock em geral, continuaram a ser alvo de figuras como a colunista do Daily Mail Monica Furlong e a activista conservadora Mary Whitehouse.  Em 1967, Whitehouse fez campanha contra a letra "Boy, you've been a naughty girl, you let your knickers down" na canção dos Beatles "I Am the Walrus" depois que a BBC exibiu a canção como parte do filme de TV da banda Magical Mystery Tour.  A BBC proibiu devidamente a música.  No ano seguinte, o relacionamento de Lennon com a artista de vanguarda japonesa Yoko Ono, por quem abandonou a esposa e o filho, foi recebido com forte desaprovação pública e abuso racial.  Lennon recebeu mais condenações dos conservadores quando devolveu seu MBE à Rainha em novembro de 1969.   Ele citou sua oposição ao apoio do governo britânico ao envolvimento dos EUA na Guerra do Vietnã e ao papel da Nigéria no conflito de Biafra, além do fraco desempenho nas paradas de seu segundo single da Plastic Ono Band e de Ono, "Cold Turkey". 

#### Controvérsias sobre Budokan, Manila e "Jesus"
A polaridade mudou de positiva para negativa [em 1966]. No Japão, em Manila e na América, pareciam ter-se tornado um pára-raios para todo o tipo de tensões – a penetração da cultura ocidental em mercados anteriormente intocados, o declínio da religião face ao consumismo pluralista... Eram também um alvo. para todos aqueles que resistiram ao ritmo da mudança.

– Jon Savage
As autoridades japonesas viam a banda como subversiva antes de serem nomeados MBEs em 1965.   Na preparação para os concertos dos Beatles em Tóquio no ano seguinte, a visita foi objecto de debate nacional, uma vez que os tradicionalistas se opunham à influência do grupo e à decisão de lhes permitir actuar no Nippon Budokan,   um local reservado às artes marciais e um santuário para os mortos de guerra do Japão.  Os Beatles receberam ameaças de morte  e estudantes ultranacionalistas manifestaram-se em frente ao Budokan durante a sua estadia. 
Pouco depois, a banda tocou em Manila, nas Filipinas, numa altura em que o país estava interessado em projectar uma imagem pró-Ocidente com a recente tomada de posse do Presidente Ferdinando Marcos.  Lá, a não comparência dos Beatles numa função oficial organizada por Imelda Marcos foi percebida como um insulto à primeira família da nação; levou a recriminações na imprensa local, à retirada da segurança da banda,  e à violência da multidão contra eles quando tentavam deixar o país.   O escritor filipino Nick Joaquin disse que a situação era indicativa de como as Filipinas foram atraídas pela imagem dos Beatles sem perceber que sua mensagem defendia a individualidade, a aventura e a originalidade em detrimento das qualidades que ainda definiam o país: tradição e ordem. Joaquin comparou a presença do grupo em Manila ao Batman sendo transplantado para Tebas na Grécia Antiga. 
A banda desfrutou do que Epstein chamou de "relacionamento especial" com os EUA até o final de julho de 1966,  quando a revista Datebook publicou uma entrevista que Lennon deu para a série "How Does a Beatle Live?" do London Evening Standard.  Na entrevista, Lennon disse que os Beatles eram "mais populares que Jesus", tamanho era o declínio do cristianismo. Os seus comentários não causaram nenhuma reacção significativa no Reino Unido,   mas as estações de rádio no Bible Belt dos EUA lançaram rapidamente um boicote à música dos Beatles e organizaram fogueiras com os discos e produtos da banda.   Para alguns comentadores do Sul, o furor sobre a alegada blasfémia de Lennon permitiu-lhes expressar as suas queixas reprimidas relativamente ao cabelo comprido dos Beatles e ao apoio do grupo aos músicos afro-americanos.  A Espanha e a África do Sul aderiram à proibição da rádio, assim como outras estações nos EUA, e o Vaticano emitiu uma declaração condenando a observação de Lennon. 
Por insistência de Epstein, Lennon pediu desculpas durante uma coletiva de imprensa no início da turnê da banda pelos Estados Unidos.   Os membros da Ku Klux Klan ameaçaram represálias contra os Beatles,  especialmente quando eles deveriam tocar em Memphis,  mas a turnê transcorreu sem grandes incidentes.  Além de suas experiências em Tóquio e Manila, a controvérsia de "Jesus" confirmou a decisão dos Beatles de se aposentar como artistas ao vivo em 1966.  Outra controvérsia religiosa ocorreu nos EUA em reação ao single de 1969 da banda "The Ballad of John and Yoko", devido ao uso da palavra "Cristo" por Lennon e à referência à crucificação.  [Nota 15]

### Idealismo e a contracultura
Rubber Soul incluiu "The Word " de Lennon, cuja letra antecipou o ethos por trás do Verão do Amor de 1967 da contracultura,  enquanto Revolver incluiu uma série de canções cujas letras abordam temas de morte, isolamento  e transcendência de preocupações materiais. Sobre "Tomorrow Never Knows", a evocação de Lennon de uma viagem de LSD, MacDonald escreve que a mensagem da música "lançou o conceito de expansão da mente, até então preservado pela elite, no pop, chamando simultaneamente a atenção para as drogas que aumentam a consciência e as antigas filosofias religiosas do Oriente, totalmente alheias ao pensamento ocidental em seu antimaterialismo, passividade arrebatada e foco cético em relação ao mundo na consciência visionária".  Na descrição do autor Shawn Levy, o Revolver apresentou os Beatles como "os primeiros psicodélicos domésticos do mundo, avatares de algo mais selvagem e revolucionário do que qualquer coisa que a cultura pop já havia proporcionado antes". 
A partir de 1966, os Beatles começaram a promulgar uma visão de mundo que defendia uma consciência superior inspirada no LSD, liderados por Lennon e Harrison, desafiando a insistência de Epstein de que o grupo se abstivesse de comentar questões políticas como a Guerra do Vietnã .  A controvérsia em torno da observação de Lennon “mais popular que Jesus” reforçou a sua determinação em falar abertamente e reforçou a sua posição na contracultura emergente.  O comentarista cultural Mark Hertsgaard escreve que a banda não abordou diretamente o racismo, a guerra ou a justiça social em suas canções desse período, mas uma "sensibilidade... permeou sua música" e "A essência da mensagem dos Beatles não era simplesmente que o mundo tinha que mudar, mas, mais importante, que ele poderia mudar."  Ele vê isso melhor exemplificado na Sgt. Pepper's Lonely Hearts Club Band e diz que a canção de Harrison "Within You Without You" "continha a expressão mais aberta do álbum da crença compartilhada dos Beatles na consciência espiritual e na mudança social".  Abbie Hoffman comparou Sgt. Pepper a "Beethoven indo ao supermercado", acrescentando: "Resumiu muito do que estávamos dizendo politicamente, culturalmente, artisticamente, expressando nossos sentimentos internos e nossa visão do mundo de uma forma tão revolucionária." 
Em 25 de junho de 1967, os Beatles estrearam "All You Need Is Love" ao vivo na transmissão via satélite Our World da BBC para uma audiência internacional estimada em 400 pessoas. milhão. Em seu artigo sobre a música na Rolling Stone, Gavin Edwards escreve que quando "All You Need Is Love" foi lançada como single semanas depois, alcançou "o número um em todo o mundo, fornecendo o hino cantado para o Verão do Amor, com um sentimento que era simples, mas profundo".  Simonelli credita à canção o anúncio formal da chegada da ideologia do flower power como um conceito dominante.  O psiquiatra Ronald Laing, que incorporou a música dos Beatles e de Dylan e o LSD no seu tratamento no seu consultório em Kingsley Hall,  recordou a relevância da canção: “Todos estavam a ter a sensação de que o mundo era uma aldeia global – como nós, uma espécie... Uma das coisas mais encorajadoras sobre os Beatles foi que eles deram expressão a um sentimento compartilhado de celebração em todo o mundo, um sentimento de mesma sensibilidade." 
Em resposta aos eventos políticos e à atmosfera mais turbulenta de 1968, os Beatles lançaram "Revolution", na letra da qual Lennon defendia uma agenda pacifista em vez do confronto violento.   A canção inspirou o primeiro debate aprofundado sobre a ligação entre o rock e a política,  onde, anteriormente, os jornalistas musicais e os radicais políticos nos EUA viam os seus respectivos campos de forma isolada.  A posição de Lennon atraiu fortes críticas dos escritores da Nova Esquerda  já que o lançamento do single coincidiu com a violenta subjugação dos manifestantes da Guerra do Vietnã na Convenção Nacional Democrata em Chicago, e a condenação no Ocidente da invasão da Tchecoslováquia liderada pelos soviéticos e seu esmagamento das tentativas de introduzir reformas democráticas lá.   Com sua mensagem mais universal, "Hey Jude" de McCartney, o lado A do single, foi adotado como um hino pelos cidadãos tchecos em sua luta.  Os Beatles foram igualmente atacados pela esquerda radical.  Enquanto a contracultura adotou "Piggies" como um hino anti-establishment,  muitos radicais viram o uso da paródia e da sátira pela banda ao longo do álbum como evidência de seu distanciamento de questões políticas urgentes.  [Nota 16]
A influência dos Beatles nos setores mais radicalizados da contracultura e da Nova Esquerda diminuiu à medida que a banda se recusou a se envolver em ativismo direto contra o establishment.  Lennon reforçou sua posição ao fazer campanha pela paz mundial com Ono em 1969  e, na descrição de Simonelli, permaneceu como a "voz política mais popular na música rock" até 1972.  [Nota 17] Os Beatles mantiveram a sua influência social até à dissolução da banda,  e o seu idealismo continuou a ressoar na política da era da Guerra do Vietname.  Lançado em setembro de 1969, Abbey Road incluiu "Come Together", que Lennon começou a escrever como uma canção de campanha para a candidatura de Timothy Leary para se tornar governador da Califórnia.  "Here Comes the Sun" de Harrison foi adotado por George McGovern em sua campanha para a presidência dos EUA, cujo sucesso inicial, de acordo com Schaffner, foi um "triunfo para a tentativa da contracultura de exercer o poder por meio da política eleitoral convencional".  [Nota 18]

#### Manson, "Paul está morto" e separação
A partir do Revolver, analisar as letras dos Beatles em busca de significados ocultos tornou-se uma tendência popular nos EUA.  As letras do álbum duplo da banda de 1968 evoluíram de vagas para abertas e propensas a interpretações errôneas, como "Glass Onion" (a linha "a morsa era Paul") e "Piggies" ("o que eles precisam é de uma boa surra").  Em agosto de 1969, a atriz de Hollywood Sharon Tate e seis outros indivíduos foram assassinados por membros da Família Manson,  agindo na interpretação de Charles Manson de canções do Álbum Branco, como "Helter Skelter", "Piggies" e "Revolution 9".  Em poucas semanas, rumores não relacionados à morte de McCartney começaram a se espalhar, com base em pistas deixadas nas letras e capas dos discos dos Beatles. Foi alegado que ele havia sido substituído por um sósia. 
MacDonald cita o cenário Helter Skelter de Manson como um exemplo das muitas "fixações malucas" que os Beatles inspiraram em seu público influenciado pelas drogas e uma perigosa escalada da obsessão inofensiva que encorajou rumores como a teoria da conspiração "Paul está morto".  Schaffner descreveu o último como "a farsa mais monumental desde que a transmissão de A Guerra dos Mundos de Orson Welles convenceu milhares de moradores de Nova Jersey em pânico de que invasores marcianos estavam nas proximidades".  A sua escalada em 1969, particularmente nos EUA, foi informada pela desilusão da contracultura com a sociedade e, de acordo com o locutor americano Vin Scelsa, indicativa de como as canções dos Beatles, Dylan e Rolling Stones foram recebidas como "mensagens pessoais, dignas de um escrutínio sem fim" e "diretrizes sobre como viver a sua vida". 
Tanto os assassinatos de Manson como a separação dos Beatles são frequentemente citados como marcos do encerramento da década.  Segundo Burns, a separação em abril de 1970 foi “como o assassinato de Kennedy novamente, ou o divórcio dos pais”.  O evento recebeu a mesma atenção de um assassinato presidencial ou do pouso na Lua em 1969, enquanto os comentaristas analisavam as causas e especulavam sobre as possibilidades de uma reunião.  Burns escreve que, ao longo da década de 1970, persistiu a sensação de que se os Beatles se reformassem, isso poderia reviver "a 'era' que parecia ter passado. Quando Lennon morreu, esse foi realmente o fim de... a crença inocente, reconfortante e ingénua de que o mundo em geral poderia, de alguma forma, estar "junto" no sentido do termo da década de 1960." 

### Cultura das drogas
De acordo com o crítico musical Jim DeRogatis, os Beatles são vistos como os "Apóstolos Ácidos da Nova Era".  A ligação da banda com as drogas recreativas foi importante para a sua posição como líderes da contracultura, assim como a sua adesão à religião indiana.  Segundo Kureishi, as drogas há muito tempo estão ligadas à música, mas “os Beatles foram os primeiros a exibir seu uso particular de drogas – maconha e LSD – sem vergonha... Os Beatles fizeram com que o consumo de drogas parecesse uma experiência agradável, moderna e libertadora, como eles, você veria e sentiria de maneiras que não imaginava serem possíveis." 
O uso de drogas pela banda tornou-se público com o lançamento de Sgt. Pepper .   [Nota 19] "A Day in the Life", a faixa de encerramento do álbum, foi banida pela BBC por uma suposta referência a drogas no verso "I'd love to turn you on"; com "Lucy in the Sky with Diamonds", o título foi amplamente lido como um código para LSD.  Embora tenha resistido por muito tempo à insistência de Lennon e Harrison antes de experimentar a droga,   McCartney anunciou em um artigo da Life em junho de 1967 que havia tomado LSD.  Quando questionado sobre a confirmação da sua declaração por um repórter da ITN, McCartney repetiu que tinha tomado a droga.  No Reino Unido, de acordo com MacDonald, a admissão “provocou uivos de raiva justificada sobre suas cabeças”, de uma forma semelhante à controvérsia de Jesus em 1966.  Como demonstração de apoio, Lennon, Harrison e Epstein anunciaram que também tomaram LSD.   Em julho de 1967, todos os quatro Beatles adicionaram suas assinaturas a uma petição exigindo a legalização da maconha e pagaram por sua publicação em um anúncio de página inteira no The Times. 
A admissão de McCartney formalizou a ligação entre a música rock e as drogas e, tal como na controvérsia de 1966, atraiu o desprezo dos líderes religiosos e conservadores americanos.  No início de agosto de 1967, Harrison fez uma visita amplamente divulgada ao distrito de Haight-Ashbury, em São Francisco, o epicentro da contracultura durante o Verão do Amor,  que foi vista como um novo endosso à cultura das drogas.   [Nota 20] Leary, um defensor do LSD cujo texto The Psychedelic Experience: A Manual Based on the Tibetan Book of the Dead Lennon usou em sua letra de "Tomorrow Never Knows",  declarou que os Beatles eram "os avatares mais sábios, mais sagrados e mais eficazes (Divinos Encarnados, Agentes de Deus) que a raça humana já produziu".  Um relatório das Nações Unidas afirmou que os Beatles, juntamente com os Rolling Stones e outras bandas de rock, promoveram o uso de drogas através da sua música, e que os jovens ouvintes estavam a seguir o seu exemplo.  Bray escreve que, em vez de defender o consumo de drogas como um caminho para o "esquecimento irracional", a adesão dos Beatles ao LSD estava focada no esclarecimento e era, portanto, um dos seus "principais legados para a contracultura". 
No início de 1967, o status elevado dos Beatles como MBEs garantiu que Harrison e sua esposa, a modelo inglesa Pattie Boyd, fossem autorizados a deixar uma festa em Sussex antes que Mick Jagger e Keith Richards, dos Rolling Stones, fossem presos por acusações de drogas.   No entanto, como resultado da admissão de LSD por McCartney, a indulgência das autoridades britânicas em relação à banda começou a diminuir significativamente.  Segundo Harris, o ponto de virada foi Magical Mystery Tour, que foi transmitido no Boxing Day de 1967 e rendeu ao grupo suas primeiras críticas contundentes.  [Nota 21] Em Outubro de 1968, Lennon e Ono foram presos sob acusações de posse de cannabis;  Lennon afirmou que tinha sido avisado da operação e que as drogas foram plantadas pelos agentes do Esquadrão Antidrogas de Londres que efetuaram a prisão.   [Nota 22] O mesmo oficial superior, Norman Pilcher, prendeu Harrison e Boyd por posse em março de 1969.   Harrison também disse que as evidências, que foram encontradas em um tapete, foram plantadas, já que: "Eu guardo minhas meias na gaveta de meias e meu estoque na caixa de estoque. Qualquer outra coisa eles devem ter trazido." 
Com o lançamento de "Cold Turkey", que os outros Beatles rejeitaram como possível single, Lennon fez do vício em heroína o tema de um sucesso pop pela primeira vez.  Como parte de um debate nacional crescente que desencadeou uma investigação pelo Congresso dos EUA,  o vice-presidente Spiro Agnew lançou uma campanha em 1970  para abordar a questão da "lavagem cerebral" dos jovens americanos para consumir drogas através da música dos Beatles e de outros artistas de rock.  [Nota 23]

### Espiritualidade e Meditação Transcendental

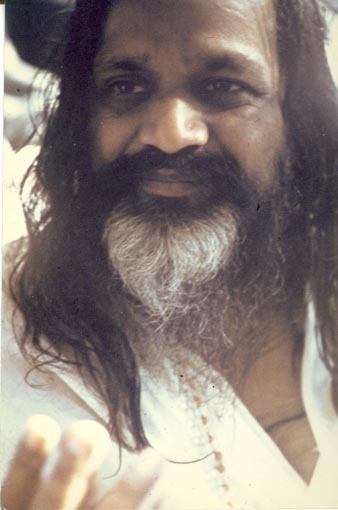
Mahareshi Yogi em 1973

O interesse dos Beatles pelas religiões orientais é descrito por MacDonald como indiscutivelmente o "exemplo mais marcante" da capacidade da banda de transformar uma tendência social menor em um fenômeno mundial e, assim, "ampliar" os desenvolvimentos culturais durante a segunda metade da década de 1960.  De 1967 a 1968, o grupo foi promotor da Meditação Transcendental e dos ensinamentos de Maharishi Mahesh Yogi, o que resultou na Meditação Transcendental se tornando um fenômeno mundial.   Como resultado da cobertura dada ao interesse dos Beatles, palavras como "mantra" e "guru" tornaram-se comumente usadas no Ocidente pela primeira vez.  Embora a nova mensagem anti-LSD da banda tenha sido recebida com aprovação,  sua defesa do Maharishi e de sua técnica MT foi frequentemente alvo de confusão e ridículo na grande imprensa,   particularmente na Grã-Bretanha.  [Nota 24]
Antes de partir para o ashram de Maharishi em Rishikesh em fevereiro de 1968, os Beatles gravaram duas canções que refletiam seu interesse na MT: " Across the Universe" de Lennon e "The Inner Light" de Harrison.  Philip Goldberg, em seu livro American Veda, escreve que a estadia do grupo em Rishikesh "pode ter sido o retiro espiritual mais importante desde que Jesus passou aqueles quarenta dias no deserto".  Apesar da rejeição posterior do Maharishi, os Beatles geraram um interesse mais amplo na Meditação Transcendental, o que encorajou o estudo da espiritualidade oriental na cultura popular ocidental.  

MacDonald credita Harrison por inspirar "o conhecimento generalizado do Ocidente sobre a religião hindu e criar o chamado Reavivamento Espiritual no final dos anos 60", e ele considera isso "uma mudança cultural fundamental... [e] um testemunho duradouro da importância de Harrison como uma figura contracultural".  O biógrafo espiritual Gary Tillery também reconhece os Beatles, ou mais especificamente Harrison, como tendo "trouxe abruptamente a espiritualidade indiana para a consciência cotidiana" por meio de sua associação com o Maharishi. Tillery escreve que, embora a influência de gurus indianos como Vivekananda, Yogananda, Maharishi e Prabhupada estivesse bem estabelecida no final da década de 1960, foi o endosso dos Beatles às suas respectivas filosofias que mais contribuiu para que os centros de ioga e meditação se tornassem onipresentes nas cidades e vilas ocidentais nas décadas subsequentes.  De acordo com o autor Andrew Grant Jackson:
Os Beats promoveram o budismo desde a década de 1950, mas foram as canções de George Harrison que defendiam a filosofia hindu e apresentavam músicos indianos, e o estudo da Meditação Transcendental dos Beatles, que realmente deram início ao movimento do potencial humano da década de 1970 (rebatizado de Nova Era no século XX). década de 1980). Desta forma, os músicos ajudaram a expandir a liberdade religiosa em que os Estados Unidos foram fundados para abranger opções fora da tradição judaico-cristã.

## Apresentação artística
Os Beatles introduziram novos métodos de apresentação artística para músicos pop.  Eles foram a primeira banda a ser totalmente comercializada pela televisão  e continuaram a encontrar novas maneiras de disseminar sua música por meio desse meio.  Como artistas ao vivo, eles foram pioneiros nas turnês mundiais e nos concertos em estádios,  à medida que os estádios esportivos se tornaram os principais locais para turnês de rock.  Gould diz que, além de sua influência na composição de canções pop, os Beatles desempenharam "um papel de liderança na revolução da maneira como os discos populares eram feitos, da maneira como os discos populares eram ouvidos".... e o papel que a própria música popular desempenharia na vida das pessoas". 
As conquistas da banda foram um fator-chave para que a indústria musical se tornasse uma empresa multimilionária  e que se aproximasse da produção cinematográfica de Hollywood em termos de influência e volume de negócios mundiais.  Em 1965, a editora musical dos Beatles, Northern Songs, foi lançada na Bolsa de Valores de Londres, um movimento sem precedentes para o catálogo de músicas de uma banda.  A flutuação desafiou as previsões dos analistas ao tornar-se um grande sucesso financeiro. 

### Formatos dos álbuns
Ambos os lados dos singles dos Beatles eram frequentemente grandes sucessos nos EUA, uma conquista que ajudou a elevar a percepção de um lado B de seu papel de música descartável.  O single de dezembro de 1965 do grupo, "Day Tripper" e "We Can Work It Out", foi o primeiro exemplo de um single de lado A duplo na Grã-Bretanha. Seu sucesso popularizou o formato e, ao dar tratamento igual a duas músicas, permitiu que os artistas mostrassem sua versatilidade.  A banda lançou mais dois lados A – "Eleanor Rigby" / "Yellow Submarine", "Strawberry Fields Forever" / "Penny Lane" e "Something" / "Come Together" – quando eles pensaram que ambas as músicas da dupla eram igualmente fortes.  O EP duplo Magical Mystery Tour, contendo as seis novas músicas do filme para TV, também foi o primeiro exemplo desse formato sendo usado no Reino Unido.  
Em janeiro de 1966, a revista Billboard citou as vendas iniciais de Rubber Soul nos EUA (1,2 milhões de cópias em nove dias) como evidência de que os compradores de discos adolescentes estão cada vez mais migrando para o formato LP.  De acordo com Gould, o impacto de Sgt. Pepper foi tal que "revolucionou tanto a estética quanto a economia do mercado fonográfico de maneiras que ultrapassaram em muito as explosões pop anteriores desencadeadas pelo fenômeno Elvis de 1956 e pelo fenômeno Beatlemania de 1963".  Embora The Beatles não tenha sido o primeiro álbum duplo de rock, foi o mais longo até então, com cerca de 94 minutos. 

### Artes de capa
As capas dos álbuns dos Beatles promoveram o meio como uma forma de arte  e foram amplamente imitadas.  Doggett reconhece as fotos da capa de With the Beatles e Rubber Soul como exemplos da imagem da banda sendo usada para "testar os limites do retrato", um movimento que também se refletiu nos designs de capa dos álbuns contemporâneos de Dylan e dos Rolling Stones.  A capa monocromática de Robert Freeman para With the Beatles (ou Meet the Beatles! da Capitol nos EUA)  fugiu das convenções e alarmou a EMI, ao mostrar os membros da banda com aparência austera e séria.  Essa postura foi reforçada no retrato da capa de Freeman para Beatles for Sale,  que se afastou ainda mais do LP pop padrão ao reduzir o título do álbum a um tipo minúsculo e não fazer nenhuma menção ao nome da banda.  De acordo com Schaffner, cada capa de LP dos Beatles representou uma "revolução na arte", começando com Rubber Soul . Este último apresentava uma imagem distorcida dos rostos da banda, que, no entanto, eram tão instantaneamente reconhecíveis em 1965 que nenhum crédito artístico era necessário. 
Para o LP americano Yesterday and Today em 1966, os Beatles forneceram à Capitol uma capa que os mostrava em jalecos brancos de açougueiro e segurando carne crua e bonecas desmembradas.  Conhecida como "capa do açougueiro", a foto foi concebida como um comentário sobre a Guerra do Vietnã, embora a foto também tenha sido interpretada como uma crítica à política da Capitol de alterar o conteúdo dos álbuns dos Beatles para o mercado norte-americano.   Os disc jockeys e os varejistas americanos ficaram horrorizados com a imagem; a revista KRLA Beat descreveu-a como "a capa de álbum mais nauseante já vista nos EUA".  A Capitol logo recolheu todas as cópias do álbum e substituiu a capa por um retrato da banda menos provocativo.   O episódio antecedeu controvérsias de capa, como as dos LPs dos Rolling Stones (com Beggars Banquet) e Blind Faith no final dos anos 1960 e de Alice Cooper, Mom's Apple Pie, Roxy Music e Golden Earring nos anos 1970. 
Escrevendo em seu livro The Art of the LP, Johnny Morgan e Ben Wardle dizem que os Beatles foram indiscutivelmente os líderes na "criação de identidade" por meio da arte do álbum, uma abordagem que eles consideram motivada pela aposentadoria do grupo como artistas ao vivo, bem como o catalisador para os designers de arte da gravadora incorporarem alusões às drogas em suas capas de LP, seguindo o exemplo dado por Revolver e Sgt. Pepper .  O design do Revolver era marcadamente diferente das capas dos LPs de 1966,  particularmente na sua rejeição das cores psicodélicas vibrantes em favor do preto e branco;  na opinião de Gould, apoiava a estética da música e a determinação dos Beatles em se reinventarem no disco.  Criada por Klaus Voormann, amigo da banda dos anos em Hamburgo, a capa combinava caricaturas desenhadas à mão dos rostos dos Beatles com uma colagem de fotos antigas.   Nos desenhos, Voormann inspirou-se no trabalho do ilustrador do século XIX Aubrey Beardsley,  que foi tema de uma longa exposição no Victoria and Albert Museum de Londres e muito influente nos temas de moda e design da época.   Voormann colocou as várias fotos dentro do emaranhado de cabelo que conectava os quatro rostos,  capturando assim, na descrição de Rodriguez, tanto o cabelo longo sinônimo da imagem pública da banda quanto "a explosão de ideias que saíam de suas cabeças". 
De acordo com o autor Ian Inglis, a capa de Sgt. Pepper é amplamente reconhecida por demonstrar uma "correspondência sem precedentes entre música e arte, tempo e espaço", e iniciou uma aceitação da arte do álbum como um "componente integral" da experiência auditiva.  A embalagem do LP incluía recortes de papelão e, pela primeira vez em um álbum pop, letras impressas.  A inclusão das letras enfureceu os editores de partituras, que perderam a receita com a venda das partituras das canções.  No final da década de 1990, a BBC incluiu a capa do Sgt. Pepper em sua lista de obras-primas britânicas da arte e do design do século XX, colocando-a à frente da cabine telefônica vermelha, da minissaia de Mary Quant e do automóvel Mini.  A capa dos Beatles contrastava com a de Sgt. Pepper ao apresentar um conceito minimalista de branco, com o título renderizado em tipo simples. Cada exemplar foi numerado individualmente na capa, conferindo assim uma singularidade a cada um e refletindo um princípio da arte conceitual. 

### Filmes e videoclipes
A Hard Day's Night abriu novos caminhos no campo dos filmes musicais britânicos e americanos,  particularmente ao abandonar a premissa padrão do gênero, da pobreza à riqueza, em favor de uma apresentação cômica dos artistas interpretando a si mesmos.  O historiador de cinema Stephen Glynn descreve-o como "o filme de música pop canônico".  Ele destaca as técnicas inovadoras que Lester usa na sequência de "Can't Buy Me Love",  assim como Saul Austerlitz, que a considera a precursora do videoclipe moderno.  O uso que Lester fez de recursos da tradição do cinema de arte europeu, combinado com as qualidades cômicas e satíricas do filme, garantiu que A Hard Day's Night desafiasse a categorização fácil e ganhasse reconhecimento da crítica como filme de rock. Andrew Sarris do The Village Voice chamou-o de "o Cidadão Kane dos musicais de jukebox". 

Uma cena do trailer de 1965 de Help!, o segundo filme dos Beatles para a United Artists

Com Help!, Lester apresentou os Beatles em “um dos textos surrealistas centrais” da década de 1960, segundo Bray.  O filme usa visuais de pop art  e satiriza os filmes de James Bond,   particularmente a representação deste último do Serviço Secreto Britânico como uma organização administrada de forma eficiente e que desfruta de um nível de influência igual ao seu homólogo americano em suas operações compartilhadas.  [Nota 25] Além de inspirar os Monkees, o filme influenciou a série de TV Batman.  
Começando com "Day Tripper" e "We Can Work It Out" no final de 1965, a banda filmou clipes promocionais para seus singles para contornar a norma da indústria de ter que fazer inúmeras aparições pessoais em programas de televisão.  Os clipes promocionais dos Beatles anteciparam o videoclipe    e a ascensão da MTV na década de 1980.  Os clipes de "Strawberry Fields Forever" e "Penny Lane" são considerados trabalhos pioneiros no meio.  Ambos evitaram a apresentação da música em resposta à proibição de mímica na TV pelo Sindicato dos Músicos de 1966;   no caso de "Strawberry Fields Forever", o clipe emprega imagens abstratas e apresenta efeitos de filme reverso, animação em stop motion, cortes rápidos do dia para a noite, sobreposição e tomadas em close-up .  Referindo-se ao clipe de 1968 de "Hey Jude" e à visão dos Beatles envolvidos por uma multidão composta por fãs "jovens, velhos, homens, mulheres, negros, pardos e brancos", Hertsgaard descreve-o como "um momento quintessencial dos anos sessenta, um quadro tocante de contentamento e união". 
Yellow Submarine, o terceiro filme dos Beatles para a United Artists, revolucionou o cinema de animação  e permitiu que os animadores expressassem totalmente as ideias usando visuais psicodélicos.   Marcou um afastamento dos limites das produções da Disney e foi creditado por salvar o longa-metragem de animação.  Austerlitz descreve a apresentação dos Beatles no terraço de "Get Back" como "lendária".  Filmado em janeiro de 1969 para o final do documentário Let It Be da United Artists,  o clipe foi homenageado pelo U2 no vídeo de seu single de 1987 "Where the Streets Have No Name"  e pelo Red Hot Chili Peppers no vídeo de seu single de 2011 "The Adventures of Rain Dance Maggie". 

### Como artistas de gravação dedicados
Na descrição de Gould, a trajetória da carreira dos Beatles foi em grande parte autodeterminada e livre das considerações do show business que limitaram e definiram o modelo de estrelato representado por Presley e Sinatra.  A decisão da banda de se aposentar das apresentações ao vivo em 1966 e se tornar um grupo focado exclusivamente na gravação de estúdio não tinha precedentes.   Dado o prémio atribuído aos concertos, a imprensa assumiu que os Beatles iriam separar-se.  A partir daquele ano, segundo Everett, seus álbuns “cada um sugeria... um conjunto diferente de regras e que essas regras foram ditadas pelos artistas".  Barry Miles, uma figura importante no underground londrino dos anos 1960, descreveu o Revolver como a "mudança radical" que sinalizou "o caminho a seguir para todos os músicos de rock que se perguntavam se havia vida após o status de grito adolescente". 
De acordo com Doyle Greene, embora os acadêmicos discordem sobre se os Beatles eram modernistas ou pós-modernistas, Sgt. Pepper "indiscutivelmente marcou a entrada da música rock no pós-modernismo em oposição ao alto-modernismo".  Por sugestão de McCartney, o grupo adotou alter egos como membros da fictícia Sgt. Pepper's Lonely Hearts Club Band, uma abordagem que inspirou práticas semelhantes de grupos de glam rock da década de 1970.  McCartney assumiu um papel de liderança não oficial dos Beatles após a morte de Epstein em agosto de 1967, mas seus companheiros de banda logo desafiaram essa posição após o fracasso crítico de Magical Mystery Tour.  Stark cita o filme para TV como o primeiro exemplo dos Beatles sendo afetados pela "síndrome de Michael Jordan", pois eles se destacaram como compositores e artistas de gravação, mas erroneamente acreditaram que seus talentos seriam transferidos efetivamente para projetos cinematográficos e comerciais. 

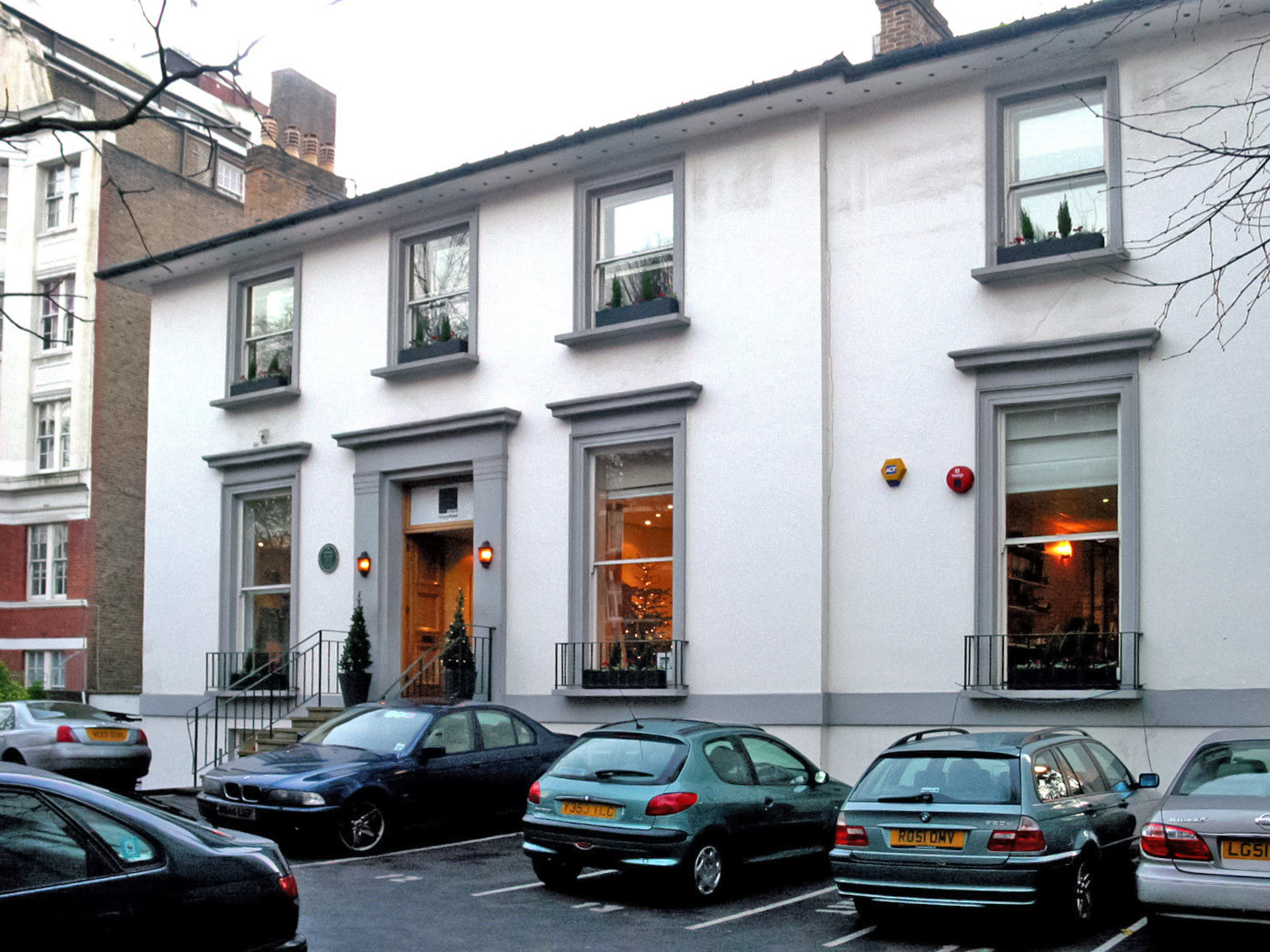
Os Beatles gravaram a maior parte de suas músicas no Abbey Road Studios da EMI. A instalação mudou oficialmente seu nome de EMI Studios no início da década de 1970 em reconhecimento ao álbum Abbey Road de 1969 dos Beatles.

O grupo gravou seu álbum duplo de 1968 em uma atmosfera frequentemente divisiva, o que foi em parte uma reação contra o nível de envolvimento de McCartney nas atividades da banda.   Os traços pós-modernos da política, da paródia e do pastiche foram alvo de escrutínio adverso sobre os Beatles .  Everett diz que para a maioria dos baby boomers, o Álbum Branco representa “o álbum duplo” da época.  [Nota 26] O crítico cultural Camille Paglia comparou os projetos finais de gravação dos Beatles – os ensaios filmados de Get Back, que posteriormente produziram Let It Be, e Abbey Road – à última fase de um "padrão tripartido" que caracterizou os períodos inicial, alto e final de pintores como Picasso e Donatello; dentro desta fase final, assim como "grandes artistas se revoltam, simplificam novamente", a banda procurou abandonar a sofisticação de estúdio de Sgt. Pepper.  Abbey Road refletiu um compromisso nas visões artísticas divergentes de Lennon e McCartney, mas se tornou o álbum mais vendido dos Beatles.  Na descrição de Stark, alguns críticos passaram a ver o LP como a "despedida da banda aos seus fãs e um ataque ao 'egoísmo e à autogratificação'", particularmente por meio da declaração final de McCartney no lado dois "Long Medley". 

### Apple Corps
Os Beatles fundaram a Apple Corps em janeiro de 1968. A empresa foi concebida como um sistema alternativo de produção e consumo cultural,  gerido com base em princípios contraculturais, segundo os quais os artistas não teriam de se conformar com as práticas estabelecidas da indústria.  McCartney comparou o seu ethos ao “comunismo ocidental”.  Schaffner descreveu a Apple Corps como "uma Pepperland própria" e "o primeiro conglomerado multimídia multimilionário a ser operado por e para a geração ligada, sem qualquer interferência dos 'homens de terno'". 

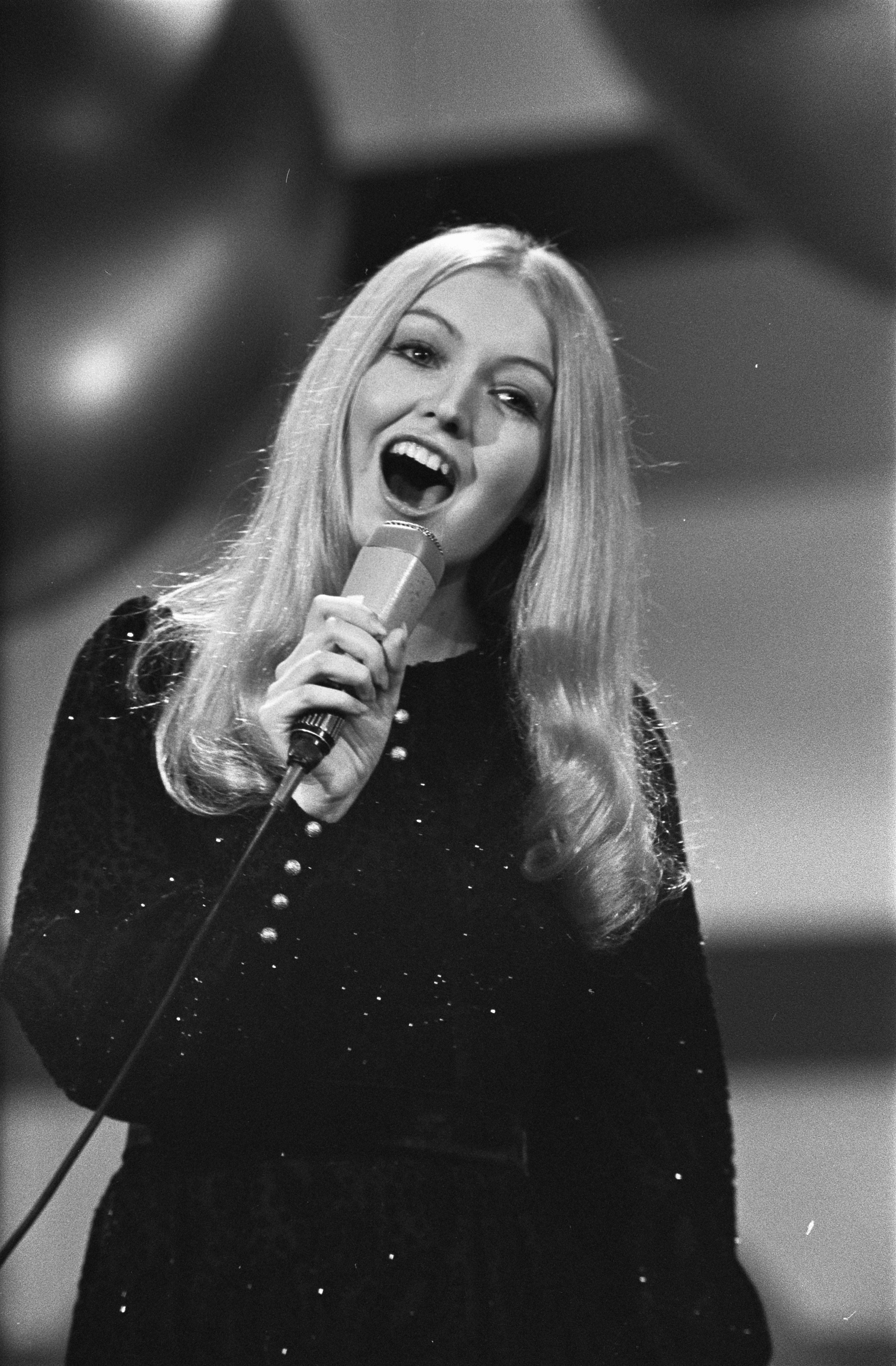
A cantora galesa Mary Hopkin estava entre os artistas que fizeram sucesso na Apple Records.

Uma das várias divisões dentro do conglomerado era a Apple Records, que Burns chama de "a primeira gravadora de qualquer importância iniciada por uma banda".  A gravadora distribuída pela EMI permitiu que os membros da banda promovessem seus interesses individuais e apoiassem os artistas de sua escolha,  e foi um raro exemplo de uma gravadora administrada por artistas que progrediu além de um projeto de vaidade.  Philo escreve que, com o sucesso internacional dos singles "Hey Jude" e "Those Were the Days" de Mary Hopkin, "o lançamento da Apple foi confortavelmente o lançamento de gravadora mais bem-sucedido de todos os tempos".  Em 1970, com Harrison e McCartney como seus principais produtores, lançou as carreiras internacionais de artistas como Billy Preston, James Taylor e Badfinger. 
Junto com sua subsidiária Zapple Records, a Apple forneceu uma saída para Lennon se apresentar como um artista de vanguarda completo em suas colaborações com Ono, uma direção que estava em desacordo com o trabalho dos Beatles.  Ao fazê-lo, de acordo com Schaffner, Lennon atraiu o ridículo e a admiração, pois seu trabalho se assemelhava a "um espelho unilateral que oferecia ao mundo uma imagem mais clara e íntima de uma celebridade do que nunca antes conhecida em tal escala".  Harrison também lançou álbuns solo pela gravadora no final da década de 1960, começando com a trilha sonora Wonderwall Music.  O autor Peter Lavezzoli descreve a colocação do single "Hare Krishna Mantra" do Radha Krishna Temple no top 20 das paradas do Reino Unido, que Harrison produziu em 1969, como uma "conquista surpreendente" que foi indicativa da capacidade dos Beatles de influenciar por associação.  Até o fechamento da gravadora em meados da década de 1970, a Apple tinha a maior taxa de sucesso de qualquer gravadora britânica em termos de sucessos nas paradas do Reino Unido. 
Embora a Apple Corps tenha fracassado rapidamente, ela serviu de inspiração para filosofias corporativas adotadas por empresas como Ben & Jerry's, Apple Computer, Inc. e Google.  O historiador dos Beatles, Bruce Spizer, identifica o Apple iPod como a concretização da ideia de Lennon de combinar música, cinema e electrónica. 

## Estética musical e de gravação

### Jangle, folk rock e power pop

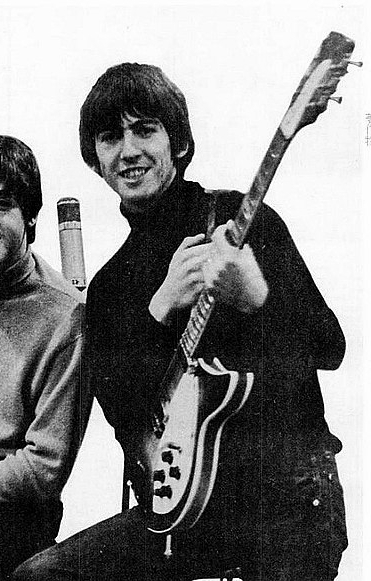
Harrison com seu Rickenbacker 360/12, 1965

O jornalista musical Mark Kemp credita aos Beatles a liderança na expansão da música pop em estilos como world music, psicodelia, avant-pop e eletrônica, e a atração de um público boêmio que antes se concentrava no jazz e no folk.  De acordo com Luhrssen e Larson, os Beatles influenciaram todos os gêneros de rock, exceto o jazz rock.  Junto com os Byrds, eles são comumente creditados por lançar a popularidade do som "jangly" que definiu o jangle pop.  Harrison foi uma das primeiras pessoas a possuir uma Rickenbacker 360/12, uma guitarra elétrica com doze cordas.  [Nota 27] O uso desta guitarra durante a gravação de A Hard Day's Night ajudou a popularizar o modelo, e o som estridente tornou-se tão proeminente que a Melody Maker a chamou de "arma secreta" dos Beatles.  Roger McGuinn gostou tanto do efeito que fez dele seu som de guitarra característico dos Byrds.  
Um ano após seu encontro em 1964, os Beatles e Dylan adotaram elementos dos respectivos gêneros, rock e folk, em suas músicas.  Ambos os atos se tornaram uma influência significativa no movimento folk rock que se seguiu em 1965.  Na opinião de Jackson, foram os arpejos de doze cordas de Harrison no final do single dos Beatles de julho de 1964, "A Hard Day's Night", que "deram origem" ao som folk-rock.  Apelidado em homenagem ao single de estreia dos Byrds, um cover de "Mr. Tambourine Man" de Dylan, o termo "folk rock" se referia a "letras dylanescas combinadas com ritmo de rock e harmonias beatlescas".  Em resposta aos Byrds, os Beatles desenvolveram o som jangle-pop do folk rock com as guitarras pesadas em agudos nas faixas do Rubber Soul "If I Needed Someone" e "Nowhere Man".  Gould descreve a edição alterada dos EUA de Rubber Soul como o lançamento que encorajou "legiões de entusiastas da música folk" a abraçar o pop.  De acordo com a The Encyclopedia of Country Music, com base na faixa "I Don't Want to Spoil the Party" do Beatles for Sale, Rubber Soul foi um dos primeiros exemplos de country rock, antecipando o álbum Sweetheart of the Rodeo de 1968 dos Byrds. 
De acordo com o autor Carl Caferelli, embora o Who tenha sido creditado por anunciar o gênero power pop, "a história realmente começa por volta de 1964, com a ascensão comercial dos Beatles na América".  Ele reconhece os Beatles como a personificação do ideal de "banda pop".  Apenas alguns atos continuaram a tradição do pop no estilo dos Beatles durante a primeira metade da década de 1970,  mas no final da década, houve um interesse renovado pela música e cultura da década de 1960, com exemplos como o musical Beatlemania e o crescente renascimento do mod.  A partir de meados da década de 1970, as bandas de power pop se inspiraram nas guitarras jangle, nas harmonias vocais e no senso de "inocência adolescente" que eram características do som Merseybeat popularizado pela primeira vez pelos Beatles.  Em um artigo do Los Angeles Times de 1991 cobrindo novas bandas de power pop, Chris Willman escreveu que muitos dos grupos foram "muito" influenciados pelos Beatles, embora "nem sempre diretamente", já que alguns músicos disseram que foram predominantemente influenciados por artistas das décadas de 1970 e 1980 que imitaram os Beatles. 

### Práticas de gravação e música eletrônica

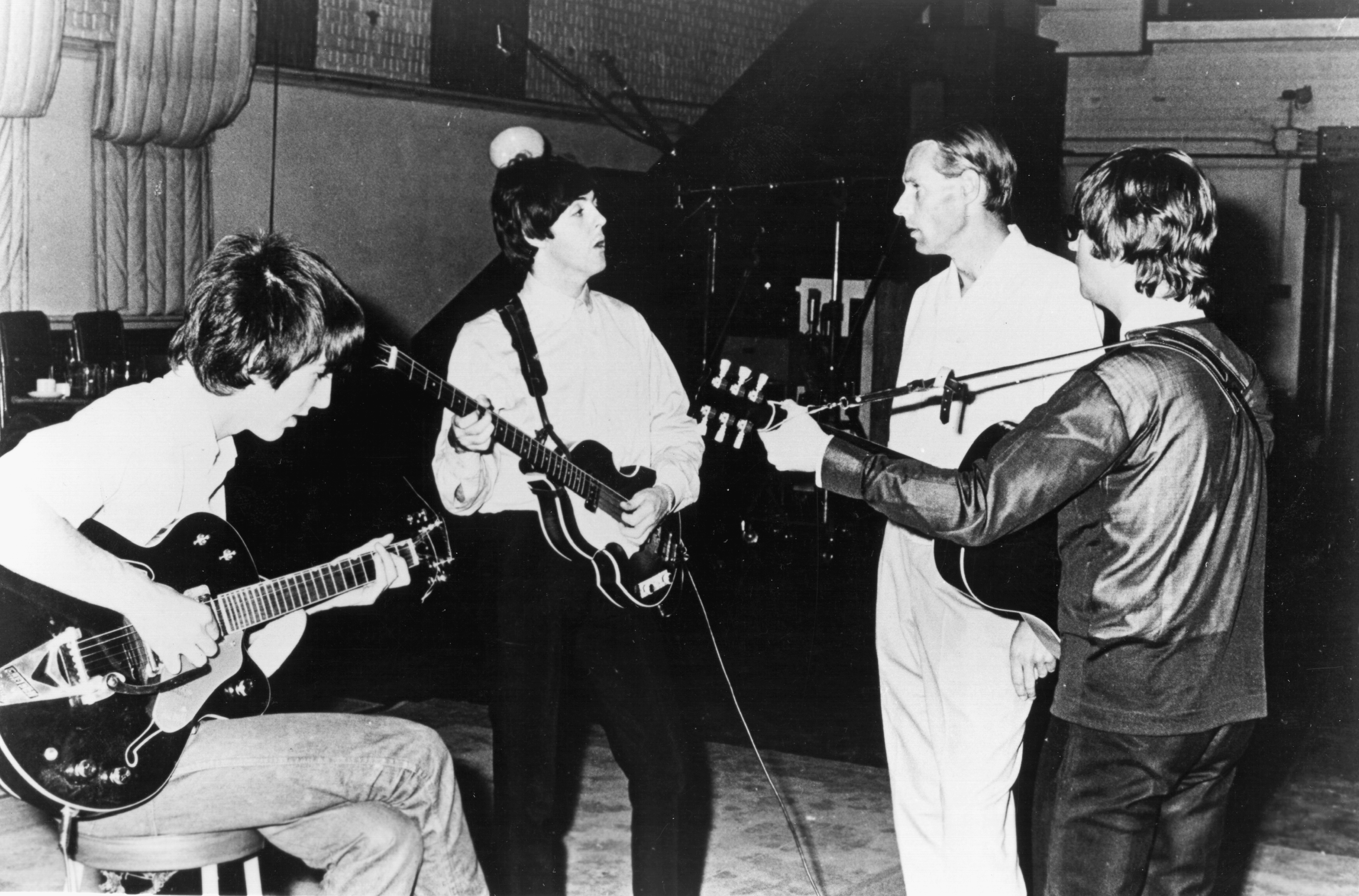
Harrison, McCartney e Lennon com George Martin nos estúdios da EMI, por volta de 1965

Em seu papel como produtor musical dos Beatles, George Martin é geralmente creditado por ajudar a popularizar a ideia do estúdio de gravação como um instrumento usado para composição em estúdio.  Embora fosse nominalmente o produtor dos Beatles, a partir de 1964 ele cedeu o controle à banda, permitindo-lhes usar o estúdio como uma oficina para suas ideias e mais tarde como um laboratório de som.  O musicólogo Olivier Julien escreve que a "integração gradual dos arranjos e gravações num único e mesmo processo" dos Beatles começou já em 1963, mas desenvolveu-se seriamente durante as sessões de Rubber Soul e Revolver e "finalmente floresceu" durante as sessões de Sgt. Pepper .  Ao adquirir o controlo sobre o processo de gravação, através do qual Martin e os seus engenheiros se tornaram facilitadores das ideias dos músicos, os Beatles inverteram a hierarquia rigorosa que havia muito estava em vigor na EMI.  Além de inspirar outros artistas, seu exemplo ajudou a quebrar o domínio que a EMI e a Decca Records tinham sobre a indústria fonográfica britânica, levando ao crescimento de estúdios independentes, incluindo o Apple Studio dos Beatles. 
Na descrição de Everett, Revolver foi um "exemplo inovador" de música eletrônica e uma obra que "avançou a vanguarda do mundo do rock".  O álbum faz uso total de uma variedade de truques de estúdio, como varispeed e gravação reversa (ou backmasked);  de acordo com os autores Kevin Ryan e Brian Kehew, rastreamento duplo artificial (ADT), gravação reversa e bateria com microfone próximo estavam entre as nove técnicas que as sessões do Revolver introduziram no mundo da gravação pela primeira vez.  O lado B de 1966 "Rain", gravado durante as sessões do Revolver, foi a primeira gravação pop a incluir sons invertidos,  enquanto a faixa do álbum "I'm Only Sleeping" incluiu o primeiro exemplo de guitarra solo invertida em uma gravação pop.   [Nota 28]
Citando o livro The Producer as Composer, do compositor e produtor Virgil Moorefield, o autor Jay Hodgson destaca Revolver como representante de uma "virada dramática" na história da gravação por meio de sua dedicação à exploração do estúdio em detrimento da "performance" das músicas, já que este e os álbuns subsequentes dos Beatles remodelaram os preconceitos dos ouvintes sobre uma gravação pop.  "Tomorrow Never Knows", de acordo com o autor David Howard, foi uma das duas gravações pop que garantiram que o estúdio "agora fosse seu próprio instrumento" (a outra foi "River Deep – Mountain High" de Phil Spector).  A ADT logo se tornou uma técnica padrão de produção pop e levou a desenvolvimentos relacionados, como o efeito de coro artificial.  MacDonald credita o uso de amortecimento e microfonação próxima na bateria de Starr pela criação de um som "tridimensional" que, junto com outras inovações dos Beatles, os engenheiros nos EUA logo adotariam como prática padrão.  [Nota 29]
Sgt. Pepper's Lonely Hearts Club Band, de acordo com Julien, representa o "epítome da transformação do estúdio de gravação em uma ferramenta de composição", marcando o momento em que "a música popular entrou na era da composição fonográfica".  Citando um compositor da Escola de Música da UCLA, a apreciação da revista Time pelo Sgt. Pepper reconheceu os Beatles como tendo adotado conceitos pioneiros do grupo de Colônia, fazendo assim uma "enorme contribuição para a música eletrônica".  O músico e produtor Alan Parsons acreditava que com Sgt. Pepper, "as pessoas começaram a pensar que você poderia passar um ano fazendo um álbum e começaram a considerar um álbum como uma composição sonora e não apenas uma composição musical. A ideia estava se formando gradualmente de um disco ser uma performance por si só e não apenas uma reprodução de uma performance ao vivo." 
Lançado pelos Beatles, o "Revolution 9" de oito minutos foi um exercício aberto de música eletrônica e vanguarda.  MacDonald identifica a faixa como outro exemplo dos Beatles introduzindo uma cena anteriormente elitista para um público mainstream  e a descreve como "o artefato de vanguarda mais amplamente distribuído do mundo".  No início de 1969, Harrison se tornou um dos primeiros músicos no Reino Unido a possuir um sintetizador Moog, que os Beatles passaram a usar em faixas do Abbey Road, como "Here Comes the Sun" e "I Want You (She's So Heavy)". Escrevendo em seu livro sobre música eletrônica, o autor Thom Holmes diz que dessa forma os Beatles foram "um dos primeiros grupos a integrar efetivamente os sons do Moog em sua música". 

### Psicodelia e música progressiva

#### Fusão clássica ocidental
Os críticos musicais Robert Christgau e Mark Ellen identificam Rubber Soul como o álbum que lançou as bases para a psicodelia.   Citando um estudo quantitativo de andamentos na música da época, Everett identifica-o como uma obra que foi "feita mais para ser pensada do que dançada", e um álbum que "iniciou uma tendência de longo alcance" na sua desaceleração dos andamentos normalmente usados na música pop e rock.  Muitas obras de rock barroco apareceram logo depois, particularmente devido ao solo de cravo de Martin na faixa "In My Life",  enquanto o álbum também marcou a introdução no pop do órgão de fole ou harmônio.  [Nota 30] O Revolver garantiu que o pop psicodélico emergisse de suas raízes underground e se tornasse popular,  enquanto "Rain" originou o rock psicodélico britânico.  A orquestração de câmara "Eleanor Rigby" é citada por Simonelli como um exemplo da influência dos Beatles, sendo tal que, qualquer que fosse o estilo da canção, ajudou a definir os parâmetros da música rock. 
O single duplo A-side de 1967 "Strawberry Fields Forever" / "Penny Lane" compreendia duas músicas nas quais Lennon e McCartney, respectivamente, celebravam sua criação em Liverpool. Simonelli escreve que as canções incutiram a tradição artística romântica como um princípio central do rock psicodélico.  Na opinião de MacDonald, "Strawberry Fields Forever" lançou tanto o "estado de espírito pop-pastoral inglês" caracterizado por bandas como Pink Floyd, Family, Traffic e Fairport Convention, quanto a preocupação inspirada no LSD da psicodelia inglesa com a "nostalgia pela visão inocente de uma criança".  A aparição do Mellotron na faixa continua sendo o uso mais celebrado do instrumento em uma gravação pop ou rock.   Junto com o tom ressonante da bateria de Starr, o arranjo de violoncelo em "Strawberry Fields Forever" (assim como em "I Am the Walrus" do Magical Mystery Tour) foi muito admirado por outros músicos e produtores, e provou ser altamente influente em bandas dos anos 1970, como Electric Light Orchestra e Wizzard. 
Segundo Everett, os "timbres experimentais, ritmos, estruturas tonais e textos poéticos" dos Beatles em Rubber Soul e Revolver "encorajaram uma legião de bandas jovens que criariam rock progressivo no início dos anos 1970".  Sgt. Pepper's Lonely Hearts Club Band (junto com Pet Sounds ) é amplamente vista como a originária do gênero rock progressivo devido à unidade lírica do álbum, estrutura estendida, complexidade, ecletismo, experimentalismo e influências derivadas de formas de música clássica.  Durante vários anos após seu lançamento, o rock and roll direto foi suplantado por um interesse crescente em formas estendidas,  e várias bandas psicodélicas inglesas desenvolveram características da música dos Beatles (especificamente sua influência clássica) mais do que os Beatles ou as bandas psicodélicas contemporâneas da Costa Oeste. 
O art pop é frequentemente rastreado até a primeira gravação dos Beatles com um quarteto de cordas ("Yesterday") em conjunto com os contemporâneos do grupo em meados da década de 1960.  AllMusic afirma que a primeira onda de músicos de art rock foi inspirada pelo Sgt. Pepper e acreditava que para o rock crescer artisticamente, eles deveriam incorporar elementos da música europeia e clássica ao gênero.  Sgt. Pepper também é frequentemente citado como o primeiro álbum conceitual verdadeiro,  um meio que se tornou central para o rock progressivo.  De acordo com Moore, "Embora os álbuns anteriores tenham estabelecido um clima unificado (notavelmente Songs for Swingin' Lovers! de Sinatra), foi com base na influência de Sgt. Pepper que nasceu a propensão para o álbum conceitual." 
Artistas de soul progressivo na virada da década de 1970, como Stevie Wonder, George Clinton e War, se basearam na abordagem orientada para álbuns dos Beatles e na experimentação com influências musicais não tradicionais.   Como líder da banda Parliament e Funkadelic, Clinton destacou especificamente como os Beatles "fizeram uma arte do absurdo" em canções como "I Am the Walrus", juntamente com outras influências da música de Bob Dylan e da literatura "Black Power". 

#### Raga rock e fusão oriental
A cultura indiana, na forma de música e misticismo, foi um componente significativo da imagem dos Beatles.  Seguindo The Kinks, The Yardbirds e os próprios Beatles (com "Ticket to Ride")   incorporando guitarras monótonas para imitar as qualidades do sitar indiano, "Norwegian Wood" de Rubber Soul apresentou o primeiro uso do instrumento por um músico pop ocidental.   Tocada por Harrison, a parte do sitar lançou uma moda que o músico clássico indiano Ravi Shankar chamou de "a grande explosão do sitar",  à medida que o instrumento se tornou uma característica popular no raga rock e na música psicodélica.   A canção é frequentemente identificada como o primeiro exemplo de raga rock,   um subgênero que foi oficialmente lançado pelos Byrds  com seu single de março de 1966 "Eight Miles High ". 
O Revolver apresentou duas canções de estilo abertamente indiano: "Tomorrow Never Knows", com sua base de zumbido pesado de tambura, e "Love You To".  De acordo com a Garland Encyclopedia of World Music, Revolver foi a primeira grande música popular derivada dos Estados Unidos a incorporar técnicas e instrumentação asiáticas.  Em seu livro Popular World Music, Andrew Shahriari escreve que os Beatles não são geralmente reconhecidos como artistas de world music, mas seu uso de instrumentos musicais indianos, que foi liderado pelo interesse de Harrison, foi "revolucionário" no contexto da música popular europeia e americana dos anos 1960.  Embora Harrison não tenha sido o único músico de rock a experimentar estilos indianos em meados da década de 1960,  a associação dos Beatles com o gênero garantiu que a música clássica indiana atingisse seu maior público, por meio de canções como "Within You Without You".  [Nota 31] No seu livro de 1997 Indian Music and the West, o etnomusicólogo Gerry Farrell disse que "quase trinta anos depois, as canções 'indianas' dos Beatles continuam entre os exemplos mais imaginativos e bem-sucedidos deste tipo de fusão – por exemplo, 'Blue Jay Way' e 'The Inner Light'." 

### Renascimento do rock 'n' roll e heavy metal
O single dos Beatles de março de 1968, "Lady Madonna", esteve na vanguarda de um renascimento do rock 'n' roll contemporâneo,   que marcou o fim da era psicodélica.  Na canção, McCartney procurou criar uma peça boogie-woogie no estilo de Fats Domino.  Harris diz que, além de antecipar gravações de revival semelhantes dos Rolling Stones e Eric Clapton, "Lady Madonna" garantiu que Berry e Little Richard retornassem "aos pedestais rarefeitos onde os grupos da Invasão Britânica os haviam colocado originalmente". 
Os Beatles influenciaram diretamente o desenvolvimento do heavy metal no final da década de 1960.  "Helter Skelter" foi um produto da tentativa de McCartney de criar um som tão alto e sujo quanto possível, e a gravação foi notada por seu "rugido proto-metal" de Stephen Thomas Erlewine da AllMusic.  Gravado no estilo hard rock com guitarras fortemente distorcidas,  "Revolution" foi alvo de reclamações no varejo em 1968, já que muitos ouvintes presumiram que o som era resultado de um erro de fabricação.  
Ao discutir "I Want You (She's So Heavy)" de Lennon, Josh Hart e Damien Fanelli da Guitar World chamaram a música de "rock blues" que "pode ter inadvertidamente iniciado o doom metal".  Jo Kendall, da revista Classic Rock, comentou de forma semelhante que a canção antecedeu "a criação do doom rock pelo Black Sabbath em vários meses" e observou a "seção de blues latino semelhante à de Santana" na canção.  James Manning, do Time Out London, descreve a canção como a base do stoner rock. 

## Interesse e influência contínuos

### Literatura, academia e ciência

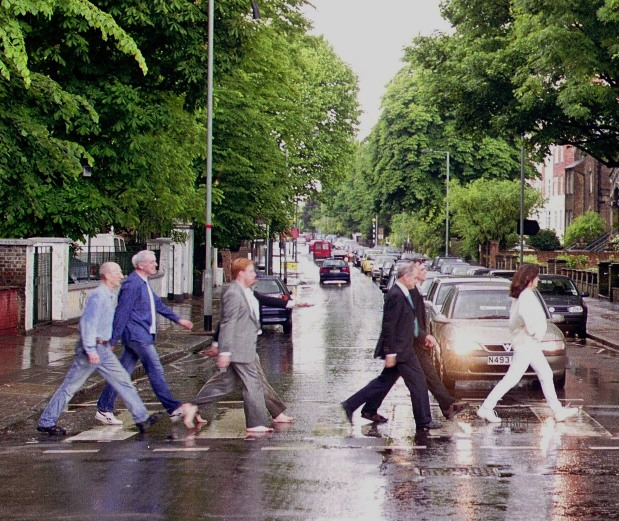
Equipe da sonda Cassini recriando a capa de Abbey Road, uma das capas de álbuns mais famosas e recriadas da história

Em seu artigo biográfico sobre os Beatles para a AllMusic, Richie Unterberger afirma: "Sua supremacia como ícones do rock permanece incontestável até hoje, décadas após sua separação em 1970."  Escrevendo em 2009, Gary Burns comentou que os Beatles continuam a "desfrutar de um status canonizado" sem precedentes para músicos populares e que eles são "figuras canônicas" em cada uma das três categorias dentro do cânone do rock: sociológica, literária e musicológica.  Ele os identifica como uma influência fundamental na fundação de centenas de organizações e publicações dedicadas à apreciação séria da música rock, incluindo o Rock and Roll Hall of Fame, o jornal Popular Music da Cambridge University Press, a International Association for the Study of Popular Music e o Institute of Popular Music da Universidade de Liverpool.  [Nota 32]
Centenas de livros foram escritos sobre a carreira dos Beatles. Jonathan Gould diz que a banda "representa um fenômeno bibliográfico e também musical", com a história do grupo se tornando um conto popular que "foi usado de muitas maneiras diferentes por seus muitos narradores diferentes".  Ele comenta que a gama e variedade da literatura são "ainda mais notáveis considerando que, antes dos Beatles, nenhum livro significativo havia sido escrito sobre o tema do rock 'n' roll".  Burns afirma que a qualidade e a preponderância da "atenção acadêmica, quase acadêmica, jornalística e dos fãs" dada à banda superam em muito aquela dada a Bob Dylan, aos Rolling Stones e aos Beach Boys.  No seu livro The Rock Canon, Carys Wyn Jones confere-lhes um estatuto elevado semelhante à posição de eminência de Shakespeare no cânone da literatura ocidental de Harold Bloom. 
Estudos acadêmicos relevantes abrangem desde discussões sobre a história da banda e seu impacto cultural até trabalhos musicológicos sobre assuntos como progressões de acordes, melodia e análise automatizada. 
- Em 2009, a Liverpool Hope University começou a oferecer um mestrado em "The Beatles, Popular Music and Society". O programa se concentra nos aspectos políticos, sociais e culturais relacionados aos Beatles e sua música. [601]
- Em 2014, o analista da Thomson Reuters e editor da ScienceWatch, Christopher King, investigou 12.000 periódicos e livros e descobriu que 500 mencionavam os Beatles em seus tópicos ou títulos. [602] [Nota 33]
- Um estudo de 2017 do catálogo da AllMusic indicou a banda como a influência artística mais frequentemente citada em seu banco de dados. Dos 2000 artistas selecionados para o estudo, 1230 foram declarados influenciados pelos Beatles, à frente de Dylan, com 669. [603]
- Em 2019, um estudo científico envolvendo mais de 80.000 progressões de acordes diferentes e conduzido pelo Instituto Max Planck na Alemanha indicou "Ob-La-Di, Ob-La-Da" como "a música pop perfeita" com base em quão agradáveis os destinatários acharam suas mudanças de acordes.  [Nota 34]
- Em 2021, a Universidade de Liverpool anunciou um mestrado em "The Beatles: Indústria Musical e Herança", que examinaria a influência do grupo na música e cultura populares e como a influência da banda poderia ser replicada em diferentes lugares, indústrias e contextos ao redor do mundo. No mesmo ano, a Liverpool University Press anunciou o lançamento do Journal of Beatles Studies. A primeira edição foi lançada em setembro de 2022. [604] [605]

Desde o início dos anos 2000, o historiador Mark Lewisohn vem escrevendo The Beatles: All These Years, um conjunto de três partes de biografias dos Beatles cujo primeiro volume ultrapassa 1.700 páginas. O ímpeto para o projeto foi sua decepção por nenhuma das biografias do grupo ter se aproximado de uma profundidade ou amplitude comparável à série de livros em andamento de Robert A. Caro, The Years of Lyndon Johnson. 

### Relevância do século XXI
Os Beatles continuam a ser vistos como representantes dos ideais da década de 1960.  Na descrição de Inglis, "suas vozes e rostos eram os símbolos mais reconhecidos dos 'anos sessenta agitados' e eles se tornaram - e continuam sendo - as imagens icônicas da década".  Em 2004, a banda foi o ato mais representado na lista da Rolling Stone das "500 Maiores Canções de Todos os Tempos", com sete das 23 canções dos Beatles no top 30.  Em 2009, o Dia Global dos Beatles foi fundado como uma celebração internacional da música e da mensagem social da banda.  O evento acontece no dia 25 de junho de cada ano em memória da apresentação do Our World de "All You Need Is Love".  
Escrevendo na The New York Times Magazine em 2016, o comentarista cultural Chuck Klosterman disse que o grupo era "apenas um pouco menos populares agora" do que eram na década de 1960. Ele escreveu que o grupo era "indiscutivelmente" responsável por tudo relacionado ao rock, "incluindo a própria noção de separação de uma banda", e observou que nenhum outro grupo de rock havia enfrentado tentativas de assassinato não relacionadas contra metade de seus membros. Klosterman concluiu que, "Em qualquer mundo razoável, os Beatles são a resposta à pergunta "Quem será o Sousa do rock?" 
Na década de 2000, Elvis Presley foi o único outro ato musical extinto a gerar tantas notícias e interesse contínuos quanto os Beatles.  Seu apelo de massa diminuiu significativamente no final da década de 2010, enquanto a popularidade dos Beatles perdurou entre as gerações mais jovens.  A quantidade de pesquisas no Google por "Beatles" aumentou 48,59% em 2019, em relação aos quatro anos anteriores. No mesmo ano, a música dos Beatles foi transmitida no Spotify 1.7 bilhões de vezes; 30% dos ouvintes tinham entre 18 e 24 anos, seguidos por 17% dos ouvintes entre 25 e 29 anos. Por outras palavras, quase metade dos ouvintes tinha menos de 30 anos. 
Em junho de 2019, "Yesterday" continuava sendo uma das músicas mais regravadas na história da música gravada, com mais de 2.200 versões. De acordo com números publicados pela Broadcast Music Incorporated (BMI), a música foi tocada ao longo de 7 milhões de vezes na rádio americana durante o século XX.  [Nota 35]
Em março de 2024, Beyoncé lançou um cover de "Blackbird" em seu 8º álbum de estúdio Cowboy Carter. 